# Personaggi di Steven Universe
Qui di seguito sono elencati i personaggi della serie animata Steven Universe e le informazioni su di essi.  

## Crystal Gems

Le attuali Crystal Gems: da sinistra Perla, Connie in sella a Leone, Bismuth, Steven, Ametista, Lapis, Peridot e Garnet

Le Crystal Gems sono i personaggi principali della serie. Esse sono un gruppo di Gemme che abitano sulla Terra. Fondate e in origine guidate da Quarzo Rosa, circa sei millenni fa questo gruppo di Gemme si oppose al Pianeta Natale scatenando una guerra lunga un millennio nota come "la Ribellione" (e per questo motivo le Crystal Gems sono anche chiamate "Ribelli") al fine di proteggere la Terra e le sue forme di vita; le Crystal Gems ne uscirono vincitrici e scacciarono le Gemme del Pianeta Natale, ma vennero sbaragliate quasi tutte nell'ultimo attacco dei Diamanti: sopravvissero solo Rosa, Garnet e Perla, le quali, da quel momento, si sono impegnate per catturare le loro compagne corrotte così da porle in stasi affinché non potessero danneggiare gli altri e loro stesse. Cinque secoli dopo la fine della Ribellione si unì a loro Ametista, sopravvissuta alla corruzione poiché non ancora nata. Le Crystal Gems sono state coinvolte anche nella fondazione di Beach City, circa due secoli prima dei fatti narrati nella serie: le Gemme infatti salvarono il Capitano William Dewey e lo aiutarono a fondare la città.

### Steven Universe
Steven Quarzo Universe è il protagonista della serie. È un ragazzo di quattordici anni figlio di Quarzo Rosa e Greg Universe. Durante le sue avventure con le Crystal Gems si troverà al centro di un conflitto millenario con il Pianeta Natale. È doppiato nell'originale da Zach Callison e in italiano da Riccardo Suarez.

### Garnet
Garnet è una fusione mista tra un Rubino e uno Zaffiro. Dopo la scomparsa di Quarzo Rosa diventa la leader de facto del gruppo. Calma, pacata e taciturna, è la mentore di Steven. È doppiata nell'originale da Estelle e in italiano da Valentina Favazza.

### Perla
Perla era la confidente e braccio destro di Quarzo Rosa. Prima della Ribellione era la Perla personale di Diamante Rosa, che continuò a seguire quando la matriarca decise di abbandonare tutto per difendere le Terra. Precisa, ordinata e pianificatrice, è la mente del gruppo nonché l'iperprotettiva tutrice di Steven. È doppiata nell'originale da Deedee Magno Hall; in italiano è doppiata da Francesca Manicone e, dalla seconda stagione, Vanda Rapisardi le presta la voce nelle parti cantate.

### Ametista
Ametista è l'ultima Gemma nata sulla Terra. È vivace, iperattiva, immatura e spesso menefreghista e irrispettosa verso le regole, rendendola la "ragazza ribelle" del gruppo. Nei confronti di Steven si comporta come una sorella maggiore, spronandolo e sostenendolo. È doppiata nell'originale da Michaela Dietz e in italiano da Eva Padoan.

### Peridot
Peridot (matricola Peridot Sfaccettatura-2F5L Taglio-5XG) è una Gemma del Pianeta Natale affiliata a Diamante Giallo, unitasi alle Crystal Gems dopo essere rimasta affascinata dal pianeta Terra. È una gemma bassa e magra, dalla pelle verde e dai capelli giallo pallido acconciati in una forma romboidale, con una visiera verde trasparente che le copre gli occhi. La sua gemma, un peridoto a forma di triangolo rovesciato, è posta al centro della fronte. Possiede un ego smisurato che nasconde la sua mancanza di autostima, parecchio attenuatasi dopo la scoperta dei suoi poteri sopiti. Sebbene inizialmente si mostrasse fredda, cinica e calcolatrice, il suo fare si fa via via più mutevole: in seguito alla sua cattura si rivela inizialmente timida e impacciata, nascondendosi dietro la sua arroganza per poi sciogliersi e diventare piuttosto estroversa una volta diventata amica di Steven e delle Crystal Gems. Inizialmente si trova a disagio con le Crystal Gems a causa del suo attaccamento ai costumi del Pianeta Natale, imparando progressivamente ad accettare e poi ad aderire agli ideali del gruppo. Grazie alle sue abilità di kindergartner certificata, era stata inviata sulla Terra con la missione di controllare la crescita del Grappolo, utilizzando in seguito queste conoscenze per aiutare le Crystal Gems a neutralizzare la gigantesca Fusione. È particolarmente affezionata a Lapis, con la quale inizia ad andare d'accordo grazie a Steven, iniziando in seguito a condividere abitudini e passatempi come creare delle piccole sculture chiamate "meep morp", guardare serie televisive e coltivare i campi. Essendo Peridot una Gemma di "Epoca-2", ovvero creata in un periodo di assenza di risorse, all'apparenza non aveva poteri ma si scopre inaspettatamente dotata di poteri ferrocinetici, inizialmente molto grezzi ma affinati via via con il tempo. Riesce inoltre a sopportare gravi traumi e impatti senza scoppiare, caratteristica comune a tutte le Peridot. È un'eccellente meccanica e ingegnere, ed è in grado di apprendere nuove nozioni in poco tempo. Nel doppiaggio originale, Peridot è solita insultare usando l'appellativo "clod" (adattato in italiano con "tonto"), sfruttando un gioco di parole basato sul fatto che il termine possa essere inteso sia come "buzzurro" sia come "zolla di terra". È doppiata nell'originale da Shelby Rabara, in italiano da Rachele Paolelli (stagione 1) e Gilberta Crispino (stagione 2-5).

### Lapis
Lapislazzuli, o più semplicemente Lapis, è una Gemma originariamente affiliata al Pianeta Natale rimasta intrappolata in uno specchio, conservato per cinquemila anni da Perla e in seguito liberata da Steven. Ha l'aspetto di una ragazza dalla pelle azzurra, con capelli blu scuro come gli occhi; la sua gemma è a forma di goccia e posta sulla sua schiena, dalla quale può evocare delle ali d'acqua con cui è in grado di volare. A causa dei traumi subiti in passato, tendeva a mostrarsi fredda e cinica verso gli altri, fatta eccezione per Steven, verso cui si mostrava solare e allegra dopo che il ragazzo l'aveva liberata. Ha uno spiccato senso di autoconservazione rasentante l'egocentrismo, ma si è dimostrata disposta a enormi sacrifici per aiutare coloro a cui tiene. Inizialmente provava un profondo astio per le Crystal Gems e Peridot, ma l'ha gradualmente superato grazie a Steven. Quando scopre ciò che è successo a Steven sul Pianeta Natale, inizia a temere lo scoppio di una nuova guerra e, all'idea di essere intrappolata di nuovo, fugge dalla Terra stanziandosi sulla Luna, abbandonando in seguito anche il satellite. Ritorna sulla Terra per aiutare le Crystal Gems contro i Diamanti, unendosi formalmente al gruppo; in seguito giunge sul Pianeta Natale per aiutare le compagne contro Diamante Bianco. Ha grandi poteri idrocinetici ed è una delle Gemme più potenti viste nella serie, essendo capace di manipolare l'intera idrosfera nonostante avesse ancora la pietra incrinata, e a mettere in difficoltà un Diamante con la pietra integra. Possiede una grande forza di volontà, tale da permetterle di lottare contro Jasper per mantenere il controllo di Malachite e impedirle di fuggire per lungo tempo, e a seguito dei traumi subiti negli anni è in grado di resistere ai poteri empatici di Diamante Blu. È doppiata nell'originale da Jennifer Paz e in italiano da Eleonora Reti.

### Quarzo Rosa
Quarzo Rosa, o Rose Quartz (come viene chiamata dalla seconda stagione in poi), nota semplicemente come Rosa o Rose, è la fondatrice e prima leader delle Crystal Gems, nonché madre di Steven e antieroe enigmatico della serie. Ha l'aspetto di una donna alta e robusta, con lunghi capelli rosa acconciati in grossi boccoli e occhi neri. Indossava un vestito bianco con un buco a forma di stella all'altezza dell'ombelico, che le lasciava scoperta la gemma. Era carismatica e rispettata dalle sue compagne, specie da Perla, sua confidente e braccio destro. Nata apparentemente sulla Terra, si innamorò della vita che questa ospitava: ciò la portò a ribellarsi al Pianeta Natale, ai suoi costumi, e in particolare modo a Diamante Rosa, sua superiora e responsabile della Terra, e a fondare le Crystal Gems. Era molto compassionevole, limitandosi sempre a fare scoppiare le Gemme del Pianeta Natale; tuttavia, fu il suo amore per la libertà a spingerla, apparentemente, a frantumare Diamante Rosa. Anni prima della serie incontrò Greg, con il quale iniziò una relazione e con cui in seguito decise di avere un figlio: Rosa, per fare nascere Steven, dovette rinunciare alla propria esistenza e tutto ciò che rimase di lei fu la sua gemma, incastonata ora nell'ombelico di Steven. Come tutti raccontano, Rosa era un'eccellente guerriera, abbastanza forte da sconfiggere una Fusione tripla di Rubini a mani nude, e talmente abile sul campo di battaglia che la stessa Jasper le riconosce tuttora le sue gran capacità. Sul Pianeta Natale sono anche state diffuse numerose leggende che la riguardano. Combatteva con un'enorme sciabola rosa forgiata da Bismuth, in grado di distruggere la forma fisica di una Gemma senza intaccarne la pietra. I suoi poteri erano talmente grandi che il suo scudo fu capace di difendere se stessa, Garnet e Perla dalla Luce corruttrice dei Diamanti. Si scoprirà poi che in realtà Quarzo Rosa è la stessa Diamante Rosa, la quale rimase ammaliata dalla Terra e iniziò a vivere una doppia vita: la sua pietra infatti è in realtà il diamante della matriarca visto dall'alto (cioè dalla corona), che lei ruotava ogni volta che cambiava identità per celarsi. È doppiata nell'originale da Susan Egan, in italiano da Alessandra Chiari (stagioni 1-2) e Maura Cenciarelli (stagione 3-5). Il motivo per cui in italiano dalla seconda stagione venga chiamata con il suo nome inglese non è noto.

### Bismuth
Bismuth è una delle originali Crystal Gems, imprigionata da Rosa a causa delle sue convinzioni troppo estreme. Essa è una Gemma alta e robusta dai capelli acconciati in dreadlock ognuno di un vivace colore dell'iride, con un tatuaggio scuro sulla spalla sinistra a forma di stella. La sua pietra è incastonata al centro del petto ed è cava. Ha costantemente un atteggiamento allegro e positivo, sempre pronta a dare una carica morale alle sue compagne, mostrandosi talvolta anche emotiva ed empatica. Se provocata, tuttavia, sa essere un'avversaria temibile a causa della sua forza e della sua risolutezza. Era tra le Gemme più fedeli a Rosa, tra le più attive nella lotta contro il Pianeta Natale; tuttavia arrivò a ritenere necessario frantumare le Gemme del Pianeta Natale per proteggere le sue compagne: ciò la portò a scontrarsi con Rosa, venendo sconfitta e messa in una bolla di contenzione posta nella criniera di Leone; questo avvenimento fu tenuto nascosto da Rosa alle compagne. Liberata da Steven, ha riallacciato i rapporti con le Crystal Gems ma, al riaffiorare delle sue convinzioni, viene nuovamente sconfitta dal ragazzo e messa in una bolla. Viene di nuovo liberata da Steven affinché potesse partecipare al matrimonio di Rubino e Zaffiro, venendo anche informata sulla doppia identità di Rosa: Bismuth, inizialmente scettica riguardo alla sua partecipazione, si confronta con Steven, individuando nel ragazzo l'attuale vero leader delle Crystal Gems; viene infine convinta da Steven, venendo calorosamente riaccolta e forgiando le fedi nuziali per Rubino e Zaffiro. È il fabbro delle Crystal Gems, forgiando tra le altre cose la sua miglior creazione: la spada di Rosa. In qualità di fabbro è immune al calore e alla lava, e può trasformare le mani in enormi martelli, utensili e lame. È doppiata nell'originale da Uzo Aduba e in italiano da Anna Cugini.

### Connie
Connie Maheswaran è una ragazzina di origini indiane, grande amica nonché interesse amoroso di Steven. È una ragazza di dodici anni e tre quarti, magra, dalla pelle scura e i capelli castani. Prima di essere guarita accidentalmente da Steven, era ametrope e portava quindi un paio di occhiali. È dolce, vivace e allegra ma, a causa dell'eccessiva protettività e severità dei genitori nonché al fatto che si è dovuta spesso trasferire, non aveva amici fino all'incontro con Steven, grazie al quale diviene sempre più aperta e sicura di sé. Accompagna Steven in molte delle sue avventure, arrivando a chiedere a Perla di insegnarle a combattere con la spada per essere di maggiore aiuto: grazie a tale addestramento, al suo acume e alla sua capacità tattica diventa di enorme aiuto alle Crystal Gems nonché membro effettivo del gruppo. A lei è stata data da Steven la Spada di Rosa, affinché Connie la custodisse e la usasse per allenarsi. È sempre pronta a sostenere Steven quando si tratta di scoprire di più riguardo al passato di Quarzo Rosa. Inizialmente tiene nascoste ai genitori le avventure che passa con Steven per paura che questi le impedissero di vedere il ragazzo, ma riesce a convincere la madre a lasciarle più libertà convincendola che ciò che fa l'ha aiutata nel migliorare i rapporti con gli altri. È stata la prima persona a fondersi con Steven formando Stevonnie, seppur accidentalmente.In Steven Universe Future,Steven chiede la sua mano. È doppiata in inglese da Grace Rolek e in italiano da Giulia Tarquini.

## Gemme
Le Gemme sono una razza aliena antichissima, proveniente da un pianeta situato in un'altra galassia chiamato Pianeta Natale, un enorme pianeta dall'aspetto perlescente oramai in rovina. Si tratta di creature antropomorfe che traggono potere da una gemma incastonata nel loro corpo, che costituisce la loro vera forma. I loro corpi, chiamati "forme fisiche", sono delle proiezioni di luce solida scaturite dalla pietra, dotati di massa, che servono alle Gemme per muoversi e difendersi. Essendo le forme fisiche immateriali, le Gemme possono modificare il proprio aspetto per tempi più o meno lunghi, in base alla resistenza della Gemma, e sono in grado di adattarsi a qualunque condizione di gravità. Qualora la forma fisica di una Gemma dovesse subire grossi danni essa "scoppierebbe", ossia verrebbe richiamata all'interno della pietra per curarsi, lasciandola però indifesa. Una Gemma può così rigenerarsi all'infinito, a meno che non venga intrappolata in una bolla di contenzione o incastonata in un oggetto: in quel caso la Gemma pur essendo senziente è impossibilitata a riformare la propria forma fisica e, nel caso delle bolle, posta in stasi. Una Gemma con la pietra incrinata ha difficoltà più o meno gravi a mantenere la forma fisica stabile e a utilizzare i suoi poteri; se invece la pietra viene completamente frantumata cessa di esistere, anche se i frammenti conservano comunque parte della sua coscienza. In quanto pietre le Gemme non invecchiano e non hanno necessità di nutrirsi e respirare, ma possono tranquillamente assecondare abitudini umane; tuttavia sentono il bisogno di dormire qualora siano molto affaticate. Le Gemme possono anche fondersi tra loro, diventando molto più forti che da singole. Una Gemma viene fatta nascere impiantando un "seme" nel terreno: questo assorbirà le sostanze nutritive dal suolo, prosciugandolo, e dopo un certo tempo emergerà in superficie. La scarsità di sostanze nutritive o un errato tempo di permanenza nel terreno può fare nascere Gemme difettose: esse differiscono sia nell'aspetto fisico che nelle abilità e nel comportamento. Data la limitatezza delle risorse del Pianeta Natale, le Gemme tendono a espandersi su altri pianeti, colonizzandoli e usandoli come "terreni di coltura" per le nuove Gemme: tali colonie vengono completamente prosciugate dalle risorse, causando l'estinzione di eventuale vita organica. I luoghi dove le Gemme vengono fatte nascere sono chiamati "Giardini d'infanzia" o Kindergarten, e sono luoghi aridi e privi di vita a causa del prosciugamento di sostanze nutritive del terreno; sulla Terra sono presenti due Giardini d'infanzia: il "Primario" e il "Beta", classificati in base all'efficienza e alla qualità del terreno. Dal Beta infatti, essendo stato un Kindergarten creato frettolosamente durante la Ribellione a causa della necessità di Quarzi, sono state prodotte Gemme imperfette o di qualità inferiore, a eccezione di Jasper. Attraverso la propria pietra, una Gemma può evocare un'arma caratteristica da usare in combattimento; tuttavia è stato visto più volte come in passato (per esempio durante la Ribellione) le Gemme usassero armi vere e proprie e utensili in battaglia. Due Gemme dello stesso tipo inoltre non usano necessariamente armi uguali ed è anche possibile che una Gemma possa non avere un'arma da evocare, ma Gemme dello stesso tipo hanno tutte poteri simili: per esempio tutti gli Zaffiri posseggono l'antiveggenza e quindi assumono il ruolo di consiglieri delle alte sfere. Le Gemme possiedono una lingua e una scrittura propria, che all'occhio umano appare come una serie di scarabocchi privi di senso. Sebbene siano asessuate utilizzano pronomi e aggettivi femminili nel rivolgersi tra loro nonché sembianze femminili.

### Ordine del Diamante
Il Grande ordine del Diamante è l'oligarchia che governa il Pianeta Natale. Originariamente era costituito da Diamante Bianco, Diamante Giallo, Diamante Blu e da Diamante Rosa. I Diamanti sono Gemme imponenti, molto più grandi delle altre Gemme, ed ognuno di loro ha una Perla personale e una propria corte, composta da Gemme suddivise per capacità e colore della pietra: dopo la scomparsa di Diamante Rosa, la sua corte pare sia stata spartita tra i restanti Diamanti; l'unica eccezione furono i Quarzi Rosa, fatti scoppiare e intrappolati in bolle depositate nelle stanze di Diamante Rosa in seguito agli eventi della sua scomparsa. Ciascun Diamante dirige varie colonie sotto il proprio controllo: queste colonie e i loro satelliti sono rappresentati assieme al Diamante a cui appartengono in enormi pitture murali, poste nelle varie basi sulle colonie. Il simbolo dell'Ordine è composto da quattro rombi dei colori dei Diamanti uniti a formarne uno più grande, simbolo abbandonato dopo la frantumazione di Diamante Rosa e ritornato in uso con la subentrata di Steven; il logo alterato invece è formato da un triangolo composto di altri tre triangoli - uno giallo, uno blu e uno bianco - inscritto in un cerchio. Le gemme di ciascuna corte portano sugli abiti rombi del colore del Diamante di appartenenza. Anche dopo l'introduzione di un modello democratico per la distribuzione delle cariche nella società delle Gemme, i Diamanti ancora conservano il loro status di capi del governo.

#### Diamante Giallo
Diamante Giallo è il primo diamante a comparire nella serie. Inizialmente è un antagonista nella prima serie ,e poi è un personaggio buono nel film e in Steven Universe Future. Comandante supremo delle forze armate del Pianeta Natale, è una Gemma alta dalla pelle gialla, con la pietra romboidale posta al centro del petto, e i capelli tenuti acconciati a mo' di elmo. È severa e autoritaria, non accettando di scendere a compromessi e aspettandosi totale e immediata obbedienza dalle sue sottoposte, non accettando errori né repliche; disprezzava inoltre qualsiasi forma di vita organica, non preoccupandosi di causarne l'estinzione durante la colonizzazione dei pianeti. Molto affezionata a Diamante Rosa e Diamante Blu, ha nutrito un profondo senso di colpa per la frantumazione della prima, avendo acconsentito ad affidarle una colonia pur non ritenendola pronta per una responsabilità simile, mentre si mostra protettiva e comprensiva con la seconda, provata per la scomparsa di Rosa; durante l'assalto alla Terra assieme a Diamante Blu scopre la verità su Diamante Rosa e su Steven. In seguito, sul Pianeta Natale, capirà che i loro costumi facevano soffrire Rosa e di come anche a lei vadano stretti, decidendo così di aiutare il ragazzo contro Diamante Bianco. Sconfitta quest'ultima, torna sulla Terra per guarire le Gemme corrotte. Si scopre in Steven Universe Future che a partire dall'Era 3, Diamante Giallo ha iniziato a impegnarsi a ricostruire le Gemme frantumate usate per gli esperimenti di fusione. È molto potente, tanto da riuscire a costringere una Gemma nella pietra con la sola pressione di un dito; ha la capacità di generare energia e fulmini che le consentono di controllare la forma fisica delle altre Gemme, facendola scoppiare, risanandola o alterandola, e può generare lame energetiche. A detta di Agata, irradia un'aura di potere e comando. È doppiata nell'originale da Patti LuPone; in italiano da Germana Savo nel parlato e Renata Fusco nel canto.

#### Diamante Blu
Diamante Blu è il secondo Diamante comparso nella serie, inizialmente è un antagonista nella prima serie, e poi è un personaggio buono nel film e in Steven Universe Future. Ha la pelle azzurra, gli occhi blu e i capelli azzurro chiaro lunghi fino alle spalle; la sua pietra è posta al centro del petto ed è di forma romboidale dagli angoli smussati. In passato era una Gemma severa, ma dopo la frantumazione di Diamante Rosa, alla quale era profondamente legata, diviene emotiva e più compassionevole: non sembra disprezzare le forme di vita organiche, pur ritenendole inferiori, e rimane meravigliata nell'apprendere che gli umani riescano a sopravvivere su un pianeta su cui un Diamante ha perso la vita. Dopo la sua dipartita, si occupa della gestione dello Zoo di Diamante Rosa per preservare l'eredità di quest'ultima. A causa del dolore che prova, come la ammonisce Diamante Giallo, ha più volte trascurato i suoi doveri lasciando la sua corte senza un leader. Scoperta la verità riguardo alla messinscena della frantumazione di Rosa rimane profondamente commossa e sollevata; e poiché Steven è essenzialmente Diamante Rosa, si affeziona a lui quanto lo era con la matriarca. Sul Pianeta Natale capisce che i loro costumi facevano soffrire Rosa, decidendo così di aiutare il ragazzo contro Diamante Bianco e guarendo le Gemme corrotte. In Steven Universe Future, Diamante Blu ha deciso di donare felicità alle altre Gemme, dopo avere scoperto che le sue lacrime di gioia, vaporizzandosi in nuvolette, la trasmettevano anche alle Gemme che ne venivano in contatto. Sufficientemente potente da essere temuta persino da Garnet, è in grado di fare provare alle altre Gemme le sue stesse emozioni attraverso la sua aura, che può scatenare sia volontariamente sia quando è in preda a uno choc, o mediante potenti raggi energetici. È doppiata nell'originale da Lisa Hannigan; in italiano da Giò Giò Rapattoni.

#### Diamante Rosa
Diamante Rosa è il Diamante a cui apparteneva la Terra, sua unica colonia. È notevolmente più bassa rispetto agli altri Diamanti, svettando comunque sulle altre Gemme, essendo alta più del doppio di una Perla. Ha la pelle rosa e i capelli rosa chiaro; la sua gemma, con taglio Mazzarino, è posta capovolta all'altezza dell'ombelico ed è presentata di fianco. Contrariamente agli altri Diamanti, è solare, allegra, vivace e giocherellona, sebbene a tratti infantile ed esigente, non sopportando di essere ritenuta inferiore alle altre. Ottenuta la Terra come sua colonia, desiderosa di vedere da vicino il funzionamento del Giardino d'infanzia, su consiglio di Perla assunse le sembianze di uno dei Quarzi Rosa lì prodotti per visitare il pianeta in incognito. Durante le sue visite si innamorò del pianeta e, capito che per fare nascere le Gemme stavano distruggendo la vita sulla Terra, provò a convincere gli altri Diamanti a cessare la colonizzazione, ottenendo solamente la costruzione di uno zoo privato dove "preservare" le forme di vita terrestri. Assunta definitivamente l'identità di Quarzo Rosa fondò le Crystal Gems e diede il via alla Ribellione contro il Pianeta Natale; in seguito, con l'inasprirsi del conflitto, decise di simulare la propria frantumazione per mano di Quarzo Rosa con l'aiuto di Perla, non senza alcuni errori durante lo svolgimento della messinscena. Questo atto causò la furia degli altri Diamanti, che lanciarono un loro attacco diretto contro la Terra, causando così la corruzione delle Gemme rimaste sul pianeta. È doppiata nell'originale da Susan Egan e in italiano da Maura Cenciarelli.

#### Diamante Bianco
Diamante Bianco è l'ultimo Diamante ad apparire nella serie, è il capo supremo dell'ordine del Diamante; nonché antagonista principale della serie prima che Steven la faccia redimere a fine quinta stagione,diventando quindi anche lei un personaggio buono nel film e in Steven Universe Future. È una Gemma enorme, svettando anche su Diamante Giallo e Diamante Blu. Ha la pelle candida e i capelli bianchi a forma di stella; la sua pietra è incastonata al centro della fronte e, similmente a Diamante Rosa, ha un taglio Mazzarino ed è posta di profilo. Risplende continuamente di una forte luce, cosa che rende indistinguibili molti tratti somatici e la sua stessa pietra. Nel primo colloquio con Steven si dimostra brusca e altezzosa, interrompendolo non appena iniziava a parlare e accennando a malapena alla messinscena della sua frantumazione, riferendosi a essa come uno dei "giochini di Rosa"; superba e altezzosa, si ritiene assolutamente perfetta e pretende che anche tutte le altre Gemme lo siano, volontariamente o meno. È abbastanza potente da essere temuta anche da Diamante Blu e Giallo, complice anche il carattere descritto da queste due come "difficile". È in grado di possedere le altre Gemme, privandole di tutti i colori e rendendole estensioni di se stessa. Sono eoni che non lascia il Pianeta Natale e le sue stanze. Dopo avere provato a rimuovere la pietra originariamente di Diamante Rosa da Steven assiste scioccata alla manifestazione della nuova forma di Rosa, ossia Steven stesso, sbilanciandosi emotivamente di fronte alle sue aspettative infrante. Qui si scoprirà che nemmeno lei è in grado di tenere testa ai poteri di Steven. Imbarazzata da un commento di Steven sui suoi modi di fare, arrossisce, perdendo la sua colorazione immacolata e crollando definitivamente di fronte al fatto che nemmeno lei è davvero perfetta. Quando la matriarca si aggrappa al fatto che lei abbia il compito di rendere migliore gli altri, Steven la convince a farlo guarendo le Gemme corrotte. In Steven Universe Future si scopre che Diamante Bianco ha deciso di lavorare su se stessa, meditando, viaggiando e dando opportunità di rivalsa alle altre Gemme che si sentono ancora oppresse usando i suoi poteri al contrario: adesso infatti, piuttosto che prendere possesso delle altre Gemme, Diamante Bianco permette alle altre Gemme di prendere possesso del suo corpo temporaneamente. È doppiata nell'originale da Christine Ebersole e in italiano da Monica Bertolotti, le quali prestano la loro voce anche alle Gemme controllate da Diamante Bianco.

### Pianeta Natale
Sul Pianeta Natale le Gemme sono ordinate in una struttura rigidamente gerarchica, al vertice della quale si trovano i Diamanti, ossia le matriarche, mentre in fondo si trovano le Perle. Ogni tipo di Gemma ha un compito ben preciso nella società: per esempio i Quarzi (tra i quali Ametiste e Diaspri) sono i soldati d'élite, le Peridot sono tecnici e ingegneri, gli Zaffiri sono i consiglieri e così via. Hanno ideologie molto severe, non accettando fusioni tra Gemme di tipo diverso (creando questi nuovi tipi di gemma inesistenti nella scala gerarchica) e denigrando le Gemme difettose. Le Gemme più importanti e "nobili", come gli Zaffiri, gli Smeraldi e, ovviamente, i Diamanti, fanno parte dell'aristocrazia. Ogni gemma sul pianeta natale ha un compito ben preciso e se si ribellano oppure sono sbagliate vengono immediatamente frantumate oppure per crimini minori vengono IMBOLLATE.  Ricordiamo che il pianeta natale fu il pianeta dove vennero creati i diamanti. OVVIAMENTE dopo l'arrivo di Steven Universe e con l'inaugurazione della terza era da lì in poi la struttura sociale-gerarchica viene completamente abolita facendo sì che ogni gemma poteva fare quello che voleva.

### Jasper
Jasper è una guerriera d'élite del Pianeta Natale. È alta e possente, dai lunghi capelli bianchi; la sua gemma, un diaspro romboidale, si trova al posto del suo naso. Arrogante e senza scrupoli, è una delle Gemme che incarnano maggiormente le ideologie del Pianeta Natale: disprezza la fusione tra Gemme differenti, denigra quelle difettose e obbedisce agli ordini senza controbattere. È in grado di evocare un elmo simile a una capigliatura da Bōsōzoku che in Steven Universe Future è ornato anche da due grandi affilate corna di cristallo, e di chiudersi a riccio per poi scagliarsi contro i nemici: era sufficientemente potente da tenere testa a Quarzo Rosa, sua grande rivale, alla quale rende tuttora omaggio per le sue capacità militari. Come osservato da Peridot analizzando il suo foro di uscita nel Beta, Jasper è una Gemma di fattura superlativa. In passato apparteneva alla corte di Diamante Rosa, alla quale era profondamente fedele: la notizia della sua frantumazione fa nascere in lei un profondo odio verso Quarzo Rosa, ritenuta la sua assassina. Tornata sulla Terra per catturare le rimanenti Ribelli, viene intrappolata da Lapis in una fusione forzata, Malachite, che però viene sconfitta (in uno scontro aspro) e separata da Alexandrite. A seguito dell'esperienza rivaluta completamente la Fusione, diventando assuefatta dalla potenza che essa le donava. Intenzionata a creare un esercito di Gemme corrotte per eliminare le Crystal Gems, viene fermata dalla fusione tra Steven e Ametista: Quarzo Fumé; furibonda, si fonde con un Diaspro corrotto, assumendo un aspetto mostruoso ma viene sconfitta e quando la Fusione si scioglie, Jasper viene anch'essa corrotta venendo poi fatta scoppiare da Peridot. Viene guarita in seguito dai poteri combinati dei Diamanti, venendo informata dei fatti da Ametista; dopo essere stata curata, le sono rimasti dei segni della sua forma corrotta, ovvero le corna e dei motivi verdastri sul corpo. In Future non ha accettato il cambiamento fatto dalla società delle Gemme e si è isolata, costruendosi un rifugio in una foresta non lontano da Beach City, passando il giorno ad allenarsi portando e sfondando rocce, abbattendo alberi ed estirpando l'erba: riceve di tanto in tanto visite da Steven, il quale ha cercato di convincerla a dare una chance alla nuova società delle Gemme, con scarsi risultati. Quando Steven scappa di casa per evitare Garnet, Ametista e Perla riguardo alla questione dei suoi novelli poteri, Jasper è raggiunta da Steven, al quale decide di insegnare a incanalare la propria rabbia se gli avesse concesso una rivincita: dopo soli tre giorni in cui Steven ha dato sfogo al malessere represso, riesce ad avere la sua agognata rivincita, finendo frantumata dalla furia distruttiva, ora incanalata, del ragazzo. In seguito Jasper viene rigenerata proprio da Steven, rinsavito dopo essersi accorto di cosa aveva fatto, e si sottomette a lui dopo la prova fisica del giovane (cosa che lascia Steven amaramente basito). Alla fine della serie si trasferisce nella cittadina del Piccolo Pianeta Natale. È doppiata nell'originale da Kimberly Brooks e in italiano da Antonella Alessandro.

#### Rubini
I Rubini sono i soldati semplici del Pianeta Natale, utilizzati sia in missioni di ricognizione sia come guardie del corpo. Tutti hanno in comune la bassa statura, la pelle rossa e i capelli rosso scuro dalla forma squadrata; solitamente vengono mandati in missione in gruppi di tre o più componenti. Non sono particolarmente forti ma sono molto testardi e spesso combattono fondendosi tra loro formando un Rubino più grande, forte e resistente. I Rubini sono Gemme sempliciotte, ingenue e non molto sveglie, e pertanto sono facilmente raggirabili. Nel corso della narrazione ne sono comparsi parecchi: la guardia privata di Zaffiro, costituita da tre Rubini al servizio di Diamante Blu, tra i quali il Rubino fusosi con lei per formare Garnet, e i cinque Rubini inviati da Diamante Giallo sulla Terra per cercare e recuperare Jasper. Tutti i Rubini sono doppiati in originale da Charlyne Yi e in italiano da Monica Vulcano.
- Doc è la guida della spedizione atta a recuperare Jasper, professionale nei modi di agire e l'unica che rimane concentrata sull'obiettivo, anche se come le altre può essere facilmente ingannata. Dopo "Occhietto" è la seconda più anziana del suo gruppo, ma la più preparata per le azioni sul campo. Parla sempre in maniera coincisa e imperativa con le sue compagne, ma dimostra rispetto verso i superiori o gli eroi del Pianeta Natale come Jasper. Pare avere anche un profondo rispetto per le abitudini e le usanze di altre culture. La sua pietra è incastonata nel centro del petto.
- Occhietto è la più anziana del suo gruppo, e chiamata così da Steven perché la sua pietra si trova al posto dell'occhio sinistro. Fu una delle Gemme che assistettero alla presunta frantumazione di Diamante Rosa. Scaraventata nello spazio, Occhietto si ritrova sola con Steven; quando la sua pietra viene incrinata dall'impatto contro un meteorite e riparata da Steven, Occhietto riconosce i poteri di Quarzo Rosa in Steven e prova a frantumarlo, ma viene buttata fuori dalla bolla. Ricompare come testimone oculare al processo contro Steven / Quarzo Rosa. In Steven Universe Future si fonde con Acquamarina in Azzurrite Bluebird con l'intento di sconfiggere Steven, ma il duo verrà poi sconfitto da Alexandrite e fuggirà. La sua matricola è Rubino Sfaccettatura-1F4 Taglio-4ND e può evocare un pugnale con lama a scalpello.
- Ombelico è un Rubino dal fare allegro e spensierato, chiamata così da Steven perché la sua pietra è posta all'altezza dell'ombelico. Dopo qualche tempo dagli eventi della base lunare precipita sulla Terra, dove viene accolta da Steven e Peridot e ospitata al fienile, nonostante la reticenza di Lapis, dimostrandosi gentile e timida. In realtà il suo comportamento era una messinscena per recuperare l'Occhio errante, rimasto in possesso delle Crystal Gems: una volta ottenuto scaraventa Steven, Lapis e Peridot fuoribordo, aggiungendo che tutta la messinscena era per vedere le loro facce quando avrebbero scoperto d'essere state ingannate.

#### Perle
Le Perle sono le Gemme che hanno il rango più basso del Pianeta Natale, ricoprendo i ruoli di dame da compagnia e servitrici personali. Generalmente solo le Gemme nobili possono avere una Perla personale, ma sembra che possano essere assegnate a Gemme di rango minore come ricompensa per meriti particolari. In Steven Universe Future si scopre che le Perle erano create in una struttura chiamata la Barriera: un luogo che permetteva alle Gemme anche di personalizzare con vari dettagli e accessori la propria Perla, e che fungeva anche da centro di riparazioni per quelle danneggiate e di reset per quelle considerate "difettose". Tutte le Perle apparse sono doppiate in originale da Deedee Magno Hall; in italiano sono invece tutte doppiate da Francesca Manicone.
- Perla Gialla è la Perla di Diamante Giallo. Ha un atteggiamento superbo e arrogante, parlando con tono acuto e impertinente e mostra soddisfazione nel sentire di disgrazie altrui, mantenendo però un comportamento sottomesso e timoroso verso Diamante Giallo. Ama fare da modella. Ha i capelli giallo pastello acconciati verso l'alto con due ciuffi che si ergono ad altezza della bocca. La sua pietra è incastonata al centro del petto.
- Perla Blu è la Perla di Diamante Blu. Appare fredda e apatica, e tende a non mostrare alcuna emozione, parlando con tono basso e quasi spaventato. Ama disegnare. La sua pelle è blu chiaro e i suoi capelli le ricadono sul viso coprendole gli occhi. La sua pietra è incastonata al centro del petto.
- Perla Rosa era la Perla originale di Diamante Rosa, in seguito presa da Diamante Bianco e da lei posseduta[14], cosa che ha trasformato il rosa dei suoi capelli e dei vestiti in varie tonalità di bianco e di grigio e ne ha cambiato la voce in quella della matriarca. Prima solare, vivace e allegra, da posseduta sorride perennemente, guardando fisso nel vuoto e fluttuando con un fare robotico e quasi sconnesso da ciò che la circonda. Ha i capelli acconciati ai lati della testa in due chignon e la pelle bianca. La sua pietra, una perla ovale, è incastonata all'altezza dell'addome. La caratteristica più evidente è la mancanza del suo occhio sinistro, sul quale corre invece una lunga cicatrice/incrinatura che le attraversa l'intero volto diagonalmente. È capace di levitare, rendersi intangibile e creare bolle attorno a sé e gli altri per spostarsi - tutti poteri derivati dalla possessione. Ritorna normale quando Diamante Bianco, sconvolta dalla comprensione della vera natura di Steven, perde il controllo sulle Gemme possedute[14]. In Steven Universe Future va da Steven per farsi curare la crepa sull'occhio: dopo che i poteri di Steven non riescono a rimuoverla e chiedendo l'aiuto a Perla, si scopre che la crepa è permasta poiché è legata a un trauma psicologico subito da Perla Rosa in seguito a uno scatto d'ira di Diamante Rosa, in cui è rimasta danneggiata. Sempre in Future si intuisce come anche Perla Rosa provasse qualcosa verso la matriarca. Possiede un nastro-spada donatole da Diamante Rosa.

#### Quarzi
I Quarzi sono i soldati d'élite del Pianeta Natale. Sono Gemme alte e imponenti, dotate di notevole forza fisica. Alcuni tipi di Quarzi sono le Ametiste, i Diaspri (tra i quali Jasper), i Quarzi Rosa, le Corniole e le Agate.
- Agata Blu di Holly, o più semplicemente Agata, è una Gemma originariamente posta da Diamante Blu alla direzione dello Zoo un tempo di Diamante Rosa. È una Gemma piuttosto alta dalla pelle azzurra e dai capelli bianchi. La sua gemma è a forma di aquilone rovesciato ed è posta sulla nuca, dalla quale evoca una frusta elettrificata. Si mostra autoritaria e severa verso i sottoposti, ma ossequiosa e remissiva verso le Gemme nobili. Aiuta inconsapevolmente le Crystal Gems a introdursi nello Zoo di Diamante Rosa; scoperto l'inganno, tenta di catturarle ma viene sconfitta; inoltre, Perla le consiglia di non rivelare nulla ai Diamanti, onde evitare una punizione per avere permesso alle ribelli di introdursi nello Zoo e poi fuggire. Le Agate vengono impiegate come direttrici nelle strutture delle Gemme, grazie al loro fare intimidatorio verso le Gemme sottoposte: le Agate sono dunque tra i Quarzi di rango più alto. In Steven Universe Future si scopre che nonostante i cambiamenti apportati da Steven le abbiano di fatto tolto il comando dello Zoo, Agata continui a provare a esercitare senza successo la propria autorità sugli altri Quarzi e sugli umani della struttura[41]. È doppiata nell'originale da Christine Pedi e in italiano da Tatiana Dessi[senza fonte].
- I Quarzi di guardia dello Zoo sono un gruppo di Gemme nate sulla Terra durante la colonizzazione del pianeta e la Ribellione. Il gruppo è composto dalle Ametiste originarie del Kindergarten Primario più alcuni Diaspri e una Corniola difettosa[42] provenienti dal Beta. Come Ametista, le Ametiste sono tutte molto socievoli, scansafatiche e con l'abitudine di mettere in dubbio l'autorità dei loro superiori, tant'è che una volta che scoprono che l'Ametista delle Crystal Gems era quella per la quale tutte loro si stavano preoccupando poiché non emergeva, sorvolano completamente il fatto che sia una ribelle e iniziano a divertirsi assieme a lei come fossero state da sempre una grande famiglia: per questo motivo, nell'originale, Ametista nomina il gruppo "the Famethyst"[43], unione del gergale "fam" e di "amethyst". Tra i degni di nota ci sono l'Ametista chiamata 8XL, che è quella il cui foro d'uscita si trovava sopra quello di Ametista; Skinny, un Diaspro difettoso molto cordiale e di corporatura esile che si diverte a fare ironia sulla qualità delle Gemme del Primario e del Beta; e Corniola, il Quarzo finora apparso che sia fisicamente che caratterialmente assomiglia più ad Ametista. Erano tutte agli ordini di Agata, la quale le maltratta e non smette di additare la loro incompetenza come sintomo delle loro origini, ma grazie al grande affiatamento con Ametista e alla vicendevole antipatia da loro provata verso Agata, decidono di coprire la fuga delle Crystal Gems. In Steven Universe Future viene mostrato che i Quarzi, in seguito alle modifiche apportate con l'arrivo di Steven, ora "autogestiscano" lo Zoo vivendo spensierati assieme agli umani ivi residenti[41]. Le Gemme del gruppo sono doppiate in originale da Michaela Dietz (Ametiste) e Kimberly Brooks (Diaspri, Corniola e Quarzi Rosa); in italiano invece da Eva Padoan (Ametiste), Antonella Alessandro (Diaspri), Fabiola Bittarello (Skinny) e Ilaria Giorgino (Corniola)[senza fonte].

#### Acquamarina
Acquamarina è una Gemma aristocratica, appartenente alla corte di Diamante Blu. È una gemma bassa, dalla pelle azzurra, in grado di evocare ali d'acqua simili a quelle di una fata; la sua pietra è a forma di goccia ed è posta sotto l'occhio sinistro. Indossa un fiocco blu che può trasformarsi in una specie di bacchetta in grado di emettere un raggio traente, con il quale può paralizzare anche più bersagli alla volta. Nonostante l'aspetto innocente, è straordinariamente egocentrica e cinica, interessata solo al proprio tornaconto nonostante la fedeltà al Pianeta Natale. Viene inviata sulla Terra dai Diamanti assieme a Topazio per catturare i sei umani presenti nel rapporto di Peridot. Tuttavia quando Steven si consegna in cambio della salvezza degli amici, dichiarando di essere Quarzo Rosa, Acquamarina vede una possibilità di guadagno maggiore, liberando gli ostaggi e prendendo invece il ragazzo. In Steven Universe Future si fonde con Occhietto in Azzurrite Bluebird con l'intento di sconfiggere Steven, ma il duo verrà poi sconfitto da Alexandrite e fuggirà. È doppiata nell'originale da Della Saba, in italiano da Monica Bertolotti e Monica Volpe (episodio "In trappola").

#### Topazio
Topazio è un guerriero d'élite, appartenente agli alti ranghi della società del Pianeta Natale e sottoposta di Diamante Giallo, inviata sulla Terra con Acquamarina in qualità di sua guardia del corpo. In realtà è una fusione di due Topazi. È alta e possente, dal corpo e dalla testa molto squadrati, con la pelle gialla e dei capelli corti giallo chiaro; le sue pietre sono circolari e poste ai lati della testa. I due Topazi che la compongono sono molto legati tra loro, restando sempre uniti e separandosi solo per catturare il loro bersaglio. Anche se obbedisce agli ordini senza battere ciglio, non sopporta di essere sempre inviata in missioni che definisce "orribili". Sebbene si mostri inizialmente sottomessa ad Acquamarina, prova a ribellarsi dopo avere assistito al legame che univa Steven e Lars in una situazione apparentemente disperata: l'insubordinazione viene però stroncata da Acquamarina, la quale le ricorda che, per un gesto del genere, i Diamanti le avrebbero separate e frantumate. È in grado di catturare i suoi obiettivi separandosi, circondandoli e riunendosi, intrappolando così la preda nella sua forma fisica. È abbastanza forte da battere Garnet con una mano sola, e in combattimento utilizza un'asta con attaccati alle estremità due pesi di topazio. È doppiata nell'originale da Martha Higareda e in italiano da Monica Bertolotti.

#### Zirconi
Zircone Giallo e Zircone Blu sono due Gemme incaricate di presiedere al processo di Steven/Quarzo Rosa, rappresentando rispettivamente l'accusa e la difesa. La prima è sottoposta di Diamante Giallo, la seconda di Diamante Blu. Entrambe sono Gemme di altezza media, dotate di monocolo dal quale possono evocare schermi olografici; le pietre di entrambe sono rettangolari e poste a mo' di nodo della cravatta. L'unica cosa per cui differiscono nell'aspetto, oltre al colore, sono i capelli: Zircone Blu li ha protesi verso il basso, mentre Zircone Giallo verso l'alto. Caratterialmente sono opposte: mentre Zircone Giallo è calma, arrogante e eccessivamente lusinghiera verso i superiori, Zircone Blu è ansiosa e titubante, ma sicura di sé qualora riesca a trovare un'argomentazione solida. Durante il processo, Zircone Giallo riesce a convincere i Diamanti della pericolosità di Quarzo Rosa, e che Steven sia in realtà Rosa con un aspetto diverso. Dopo avere sentito Steven tentare di autoaccusarsi per rimediare agli errori della madre pur non sapendo come si siano in realtà svolti i fatti, Zircone Blu riesce a capire come difenderlo: nella seconda parte del processo fa quindi presente che Quarzo Rosa a quel tempo fosse già ricercata, rendendo così difficile l'impresa di avvicinarsi a Diamante Rosa senza essere avvistata; arriva quindi a ipotizzare che l'unico in grado di attirare Diamante Rosa da sola allo scoperto e abbastanza potente da insabbiare tutta la faccenda potesse essere un altro Diamante. Questa conclusione scatena l'ira di Diamante Giallo, che fa rientrare gli Zirconi nella loro pietra nonostante le proteste di Diamante Blu. In Steven Universe Future si scopre che le due Gemme sono in corsa nelle elezioni per un non specificato incarico sul Pianeta Natale. Sono entrambe doppiate da Amy Sedaris nell'originale e da Elena Perino in Italiano.

#### Smeraldo
Smeraldo è una Gemma aristocratica che ricopre il grado di capitano. Ha la pelle verde e dai capelli verde scuro, con i canini appuntiti; indossa una corazza che le copre la parte superiore del torace, recante due simboli di Diamante Giallo. La sua gemma si trova sull'occhio destro. Si mostra testarda e facilmente agitabile, ma affezionata agli oggetti in suo possesso, in particolare modo alla sua nave più veloce, l'Inceneritore Solare, rubata da Lars e dalle Scolorite per fuggire dal Pianeta Natale, preferendo lasciarla nelle loro mani piuttosto che danneggiarla. È doppiata nell'originale da Jinkx Monsoon e da Emilia Costa in italiano.

### Scoloriti
Gli Scoloriti sono un gruppo di Gemme reiette, che vivono in clandestinità in quanto vanno contro i rigidi costumi del Pianeta Natale. Incontrano Steven e Lars dopo che questi sono fuggiti dai Diamanti, e li aiutano a nascondersi dai robonoidi frantumatori portandoli dentro a un enorme e antico Giardino d'infanzia sotterraneo. Quando Lars muore e viene magicamente riportato in vita da Steven, diventando simile a Leone, si presenta per tutti la possibilità di fuggire ma, poiché Lars non può attraversare i suoi stessi capelli, decide di restare sul Pianeta Natale e gli Scoloriti decidono di rimanere anche loro pur di non lasciare solo Lars. Guidate da Lars, riescono a fuggire dal Pianeta Natale a bordo di una navicella rubata a Smeraldo, riuscendo infine a giungere sulla Terra. In Future, gli Scoloriti hanno partecipato alle lezioni offerte alla scuola per Gemme del Piccolo Pianeta Natale e si sono diplomate, decidendo assieme di tornare poi a viaggiare per il cosmo in cerca di avventure.
- Le gemelle Rutilo sono una coppia di Gemme siamesi, unite all'altezza della vita in un unico paio di gambe. Entrambe sono snelle, dalla pelle rossastra; i loro volti sono squadrati, allungati e senza naso. Ciascuna possiede un solo braccio, situato sul lato esterno di ognuna. La loro gemma ha forma pseudo-cilindrica e somiglia a una "Y". Sono in grado di irradiare luce dalla loro pietra ma, anziché gettare un fascio netto come Perla o Peridot, la luce si diffonde tutto attorno a loro. Le due metà sono perfettamente autonome e riescono a muoversi e pensare senza intralciarsi, controllando in sincrono le parti comuni. Sono doppiate nell'originale da Ashly Burch e in italiano da Barbara Villa[senza fonte].
- Padparadscha è un raro Zaffiro arancione[19] difettoso. Fisicamente è simile a ogni Zaffiro, e ha la pelle color salmone e i capelli albicocca a caschetto con un ciuffo che le copre l'occhio; la sua gemma, un padparadscha dal taglio triangolare, è posta sul dorso della mano destra. Contrariamente agli Zaffiri, tuttavia, è una gemma solare e vivace. Possiede il potere della antiveggenza tipica degli Zaffiri: la peculiarità sta nel fatto che la sua antiveggenza funziona in ritardo, annunciando la "previsione" quando l'evento sta avvenendo o è già avvenuto, causando spesso scene comiche; tale difetto pare estendersi anche ai suoi riflessi e alle sue reazioni, spesso ritardate rispetto a quelle degli altri. È doppiata nell'originale da Erica Luttrel e in italiano da Lucrezia Marricchi[senza fonte].
- Rodonite è una fusione tra un Rubino e una Perla[19]. È all'incirca della stazza di Garnet, ha la pelle rossastra e i capelli neri ricci. Essendo una fusione ha due paia di occhi, un paio rossi e l'altro paio rosa, e quattro braccia, due muscolose e due sottili. Le sue pietre sono all'altezza dell'ombelico e al centro del petto. Rodonite si mostra subito come una fusione timorosa e insicura, per certi versi paranoica ma di buon cuore. Per sua ammissione si sa che una volta apparteneva (non si sa se il Rubino, la Perla o entrambe) a una Morganite. È doppiata nell'originale da Enuka Okuma e in italiano da Chiara Oliviero[senza fonte].
- Fluorite è una grossa Fusione, la più complessa comparsa finora essendo composta da sei Gemme. Il suo corpo multicolore è simile a quello di un bruco e ha sei occhi (dei quali quelli centrali sono i più grandi mentre gli altri quattro, più piccoli, sono tenuti solitamente chiusi), un grosso naso a patata e capelli bianco-celestini. Gli ultimi tre segmenti del suo corpo hanno ognuno un paio di gambe mentre il secondo e il terzo ognuno un paio di braccia; le sue pietre sono sei e sono posizionate due sulla fronte, tre sul secondo segmento del suo corpo e una sul terzo. Il suo fare è calmo e saggio, e dice sempre quello che pensa anche se in maniera molto lenta e pacata. È rispettata dalle altre Gemme e ha una mentalità aperta nei confronti della Fusione, dicendo che non le darebbe fastidio fondersi ancora se trovasse "la Gemma giusta": Fluorite è infatti la rappresentazione di un rapporto poligamo[45]. Nonostante l'elevato numero di Gemme che la formano, Fluorite risulta essere una Fusione sorprendentemente stabile. È doppiata nell'originale da Kathleen Fisher e in italiano da Cristina Noci[senza fonte].

### Fusioni
Due o più Gemme possono fondersi tra loro, anche quando la forma fisica di una è inattiva, formando una Gemma molto più forte. La fusione può avvenire sia tra Gemme dello stesso tipo che non, dando nel primo caso origine a una Gemma uguale alle singole ma di dimensioni maggiori e dotata delle pietre di tutte le componenti, poste ciascuna nel luogo in cui si trovava sulla Gemma a cui apparteneva; queste Fusioni sono generalmente molto stabili e la sensazione che dà alle Gemme che la compongono è di essere se stesse ma più grandi. Se invece si fondono Gemme differenti il risultato è una Gemma diversa da quelle di partenza: tale Fusione è tanto più stabile quanto più i sentimenti che accomunano le Gemme che la compongono sono simili o forti; una Fusione per quanto stabile può tuttavia sciogliersi sia qualora le Gemme si trovino in contrasto tra loro sia per loro stessa decisione: secondo Garnet, il segreto della stabilità è percepire lo stato d'animo dell'altra componente, senza tuttavia perdere di vista se stessi. Questo tipo di Fusione amplifica notevolmente forza e abilità della Gemma, consentendole di usare i poteri e le armi di tutte quelle che la compongono, sia singolarmente che combinandole per crearne di nuove; anche il carattere della Fusione è determinato da quello delle singole componenti: oltre che i lati positivi, tuttavia, vengono amplificati anche i lati negativi di ciascuna, come dimostrato dall'arroganza di Sugilite, dall'egocentrismo di Sardonice o dalla scarsa autostima di Quarzo Fumé. Una Fusione composta da molte Gemme è generalmente instabile, sciogliendosi dopo poco tempo; inoltre, se le motivazioni e i sentimenti che accomunano le Gemme sono deboli, sbagliati (come odio o rancore) o differenti, la Fusione assumerà un aspetto mostruoso, come nel caso di Malachite. A differenza della fusione tra Gemme simili, una Fusione mista dà alle componenti la sensazione di essere parte di qualcosa di nuovo, conferendo tuttavia un senso di potere e sicurezza che le può assuefare. Le Fusioni "permanenti", quali Garnet e Fluorite, possono essere viste come una vera e propria relazione amorosa.

#### Opale
Opale è la prima Fusione a comparire nella serie, escludendo Garnet. È la fusione di Perla e Ametista, e ha l'aspetto di una gigantesca ragazza dalla pelle indaco, lunghi capelli bianco fumo raccolti in una coda di cavallo con due codini che le ricadono ai lati del volto, gli occhi dall'iride azzurra e due paia di braccia. Le pietre sono poste al centro del petto e sulla fronte: da esse può richiamare rispettivamente la frusta di Ametista e la lancia di Perla, combinandole per formare un enorme arco riflesso, dal quale lancia delle frecce energetiche in grado di moltiplicarsi. Combinando l'esuberanza di Ametista e la tranquillità di Perla, Opale è una Fusione taciturna, calma e razionale, seppur incredibilmente distratta; essendo Ametista e Perla caratterialmente agli antipodi, è generalmente poco stabile, sciogliendosi dopo poco tempo e con relativa facilità. È un'ottima tiratrice dotata di una mira infallibile; possiede anche una grande forza fisica trattenuta da una certa delicatezza e precisione. Resta costantemente sulle punte dei piedi come una ballerina. È doppiata nell'originale da Aimee Mann e in italiano da Roberta Greganti Monica Ward (canto nel film).

#### Sugilite
Sugilite è la fusione tra Garnet e Ametista. È una Fusione enorme, la quarta per dimensioni dopo Ossidiana, Alexandrite e Malachite, dalla pelle violetta e i capelli viola prugna, dotata di quattro braccia; possiede cinque occhi, quattro dei quali coperti da degli occhiali a specchio, ed è dotata di zanne che le conferiscono un aspetto quasi bestiale. Le sue gemme sono poste sulle due mani inferiori e al centro del petto. Ha un carattere arrogante ed egocentrico, ed è impulsiva, irruente e incline alla violenza; complessivamente è instabile e ingestibile, arrivando persino a rifiutarsi di sciogliersi obbligando così Perla a metterla fuori gioco. È una delle Fusioni con forza bruta maggiore, equilibrata da una scarsa capacità tattica e riflessiva. Come arma utilizza un enorme mazzafrusto formato dall'unione della frusta di Ametista e dei guanti di Garnet. È doppiata nell'originale da Nicki Minaj e in italiano da Tiziana Avarista.

#### Sardonice
Sardonice è la fusione tra Garnet e Perla. È una Gemma gigante, dalla pelle porpora e capelli arancio-rosati dalla forma vagamente triangolare con gli angoli arrotondati. Possiede quattro braccia e quattro occhi coperti da degli occhiali fumé scuri; le sue gemme sono sulle due mani superiori e sulla fronte. Molto solare, vivace ed esuberante, contrariamente alle Gemme che la compongono, tende a porsi al centro dell'attenzione mettendo in ombra chi le sta intorno. Si atteggia da presentatrice televisiva, comportandosi come se fosse su un palcoscenico, assumendo atteggiamenti teatrali e rompendo talvolta la quarta parete. La sua stanza nel tempio ha l'aspetto di uno studio televisivo nel quale si svolge un late show, Serata Sardonice, con tanto di finestra panoramica che dà su Empire City e pubblico preregistrato; tale stanza esiste solo quando Garnet e Perla sono fuse, e scompare quando la Fusione si scioglie. È dotata di grande forza e precisione, ed è in grado di ruotare il busto a 360°. Come arma utilizza un martello gigante nato dall'unione della lancia di Perla e dei guanti di Garnet, che può fare ruotare rapidamente e utilizzarlo anche come trivella. È doppiata nell'originale da Alexia Khadime e in italiano da Chiara Oliviero.

#### Alexandrite
Alexandrite è la fusione di Ametista, Perla e Garnet. È una delle Gemme più grandi comparse, dalla pelle magenta e con lunghi capelli verde acqua, dotata di tre paia di braccia; il viso è ovale, con il naso a punta e una visiera nera che le copre gli occhi. Possiede due bocche, una delle quali posta sotto il mento simile a quella di una belva. Le sue gemme si trovano su due delle mani, sulla fronte e al centro del petto. La sua personalità è un amalgama di quelle delle Crystal Gems, ciascuna delle quali è in lotta per prendere il sopravvento, rendendo difficile la formazione di un'unica personalità ben definita. Essendo composta da quattro Gemme, ciascuna con una personalità discordante dalle altre, è incredibilmente instabile, sciogliendosi normalmente dopo pochi minuti. È in grado di utilizzare i poteri e le armi sia delle singole Crystal Gem che delle loro Fusioni con una potenza notevolmente amplificata: la sua arma è proprio l'arsenale derivato da tutte le Gemme che la compongono. Può ruotare il busto a 360° come Sardonice, ed è in grado di sputare fuoco dalla sua seconda bocca. È doppiata nell'originale da Rita Rani Ahuja; in italiano la sua voce è data dalla sovrapposizione delle voci della Favazza, della Manicone e della Padoan, ed è stata doppiata anche da Monica Bertolotti (episodio "L'isola dei super cocomeri") e da Irene Di Valmo (episodio "Una famiglia nucleare").

#### Stevonnie
Stevonnie è la fusione tra Steven e Connie, ed è stata la prima Fusione (l'unica prima di Steg) ad avere per componente un umano, cosa resa possibile dalla natura ibrida di Steven. Ha l'aspetto di una bella ragazza di ventotto anni circa, sebbene sia stato mostrato che le può crescere la barba (è quindi probabile che sia un ermafrodita); ha un fisico robusto e atletico, con capelli neri ricci che le arrivano a metà della schiena, e ha la pietra di Steven incastonata all'altezza dell'ombelico. La sua personalità è gioiosa e vivace, che mette in mostra sia la spensieratezza di Steven che l'acume di Connie. Grazie agli insegnamenti di Garnet, risulta essere una Fusione molto stabile anche in situazioni estreme. In combattimento si rivela un'avversaria formidabile, unendo l'esperienza e la prontezza di riflessi di Steven con le abilità da spadaccina e le capacità tattiche di Connie. Può evocare gli scudi di Steven e, prima che fosse distrutta da Diamante Blu, brandiva la spada di Rosa, che era posseduta da Connie. Come Steven, è in grado di controllare la propria velocità di caduta. È, dopo Garnet, la Fusione più presente nella serie. È doppiata nell'originale da AJ Michalka; in italiano da Giulia Tarquini, Veronica Puccio (episodio "Due per uno") e, nelle parti cantate, da Chiara Oliviero.

#### Malachite
Malachite è la fusione tra Jasper e Lapis. È una Fusione forzata, nata con l'inganno e tenuta insieme dalla sete di vendetta. Ha un aspetto mostruoso, simile per costituzione a un centauro, ed è dotata di sei braccia di cui quattro hanno la funzione di gambe. Ha la pelle verde acqua con righe verde scuro, i capelli bianchi, due paia di occhi ed è dotata di denti aguzzi. Le sue pietre sono una al posto del naso e l'altra sulla schiena. Il suo aspetto è dovuto al fatto di essere una Fusione forzata: Jasper, infatti, ha obbligato Lapis a fondersi con lei dopo essere stata sconfitta da Garnet; Lapis ha acconsentito ma, una volta fuse, ha mostrato di avere ancora il controllo sui suoi poteri e sulla sua personalità, generando delle catene d'acqua e costringendo Malachite sul fondo dell'oceano, nonostante i tentativi di Jasper prima di riprendere il controllo e poi di sciogliere la fusione. Dopo diversi mesi, Jasper riesce a prendere il controllo sulla Fusione, ma vengono separate con non poca difficoltà da Alexandrite. È la rappresentazione di una relazione malata e distruttiva, tenuta insieme forzatamente prima da Lapis (con l'intento di proteggere Steven) e poi, dopo essere riuscita a prevalere, da Jasper e dalla sua astiosità. È una Fusione molto forte, essendo riuscita a tenere testa e quasi a mandare al tappeto Alexandrite: è in grado di utilizzare i poteri idrocinetici di Lapis e le tecniche e l'elmo di Jasper. Nell'originale, la sua voce è data dalla sovrapposizione di quelle della Brooks e della Paz; in italiano, è data dalla sovrapposizione di quelle della Alessandro e della Reti.

#### Quarzo Arcobaleno
Arcobaleno Quarzo è la fusione tra Quarzo Rosa e Perla. Ha la pelle rosa e lunghi capelli biondo platino. Ha due paia di occhi: il primo paio è indaco simili a quelli di Perla, mentre il secondo paio è nero come quelli di Rosa. Le sue gemme sono poste sulla fronte e all'altezza dell'ombelico. È stata la prima Fusione mostrata nella serie tra un Diamante e un'altra Gemma. La prima volta che Rosa e Perla tentarono di fondersi avvenne dopo avere visto una Fusione mista, quasi riuscendoci ma separandosi dopo pochi istanti. In seguito anche Steven e Perla si fondono in Arcobaleno Quarzo, che apparendo dice di chiamarsi "Arcobaleno Quarzo 2.0": assume l'aspetto di un adolescente che riprende i tratti dell'Arcobaleno Quarzo originale, ma con i capelli corti e un atteggiamento rilassato ed effervescente, con la stessa verve per i giochi di parole di Sardonice, e una corporatura leggermente più paffuta. Per Arcobaleno Quarzo 2.0, lo scudo di Steven e la lancia di Perla si fondono a formare un ombrello, cavalcando il quale è in grado di volare similmente a una strega su una scopa e lasciando dietro di sé un arcobaleno; inoltre, usando la punta dell'ombrello, Arcobaleno Quarzo 2.0 può animare gli oggetti che tocca e spostare cose con una sorta di telecinesi. Arcobaleno Quarzo 2.0 è l'unica Gemma per cui si utilizza il genere maschile, nonché la prima Fusione a essere doppiata da un uomo, Alastair James.

#### Quarzo Fumé
Quarzo Fumé è la fusione tra Steven e Ametista. È paffuta e dell'altezza di Jasper. Ha la pelle grigia leggermente violacea e i capelli color carbone; delle sue braccia uno è normale e l'altro si divide in due all'altezza del gomito, conferendole così una sola spalla ma due avambracci. Le sue pietre si trovano al centro del petto e sull'ombelico. È vivace, giocosa, scherzosa e piuttosto irruente, ma ha un'autostima parecchio bassa e una crudele autoironia, portando con sé tutte le insicurezze di Ametista e Steven. Nonostante le apparenze è temibile in combattimento, riuscendo a sconfiggere Jasper fusa con una Gemma corrotta senza essere nemmeno colpita. Le sue "armi" sono degli yo-yo giganti di cristallo, nati dall'unione della frusta di Ametista e dello scudo di Steven, con i quali può colpire l'avversario da più angolazioni o generare dei tornado quando fatti roteare velocemente. È doppiata nell'originale da Natasha Lyonne, e in italiano da Monica Bertolotti e Letizia Ciampa ("Scontro finale" e Future).

#### Pietra del sole/Eliolite
Pietra del sole è la fusione di Steven e Garnet. È massiccia e muscolosa, dalla pelle arancione e il volto costituito da fiamme ardenti; le sue pietre sono poste sulle mani e all'altezza dell'ombelico. Ha una notevole forza fisica, riuscendo a scaraventare via le astronavi unite dei Diamanti da sola. I guanti di Garnet e lo scudo di Steven si uniscono a formare dei guanti a ventosa con i quali può arrampicarsi. Quando appare, con il suo carattere notevolmente vivace e sopra le righe, rompe brevemente la quarta parete per dare consigli allo spettatore, come il dire ai bambini di informare gli adulti qualora dovessero essere vittima di bullismo senza ricorrere alla violenza, di rispettare le norme di sicurezza, e di non imitare le gesta dei personaggi del cartone. In Steven Universe Future, Pietra del sole si occupa di insegnare la sicurezza alle Gemme che sono sulla Terra mediante seminari e anche attraverso un programma televisivo chiamato "Safety Zone". È doppiata nell'originale da Shoniqua Shandai.

#### Ossidiana
Ossidiana è la fusione delle Crystal Gems originali, ossia Steven, Garnet, Ametista e Perla. Si tratta di una Fusione mastodontica, dal corpo completamente color antracite solcato da venature rosse incandescenti che ne ricalcano i lineamenti, e occhi di fuoco. Il suo aspetto è quello della  gigantesca scultura. che decora il Tempio delle Crystal Gems: possiede due volti umanoidi, di cui uno è posto sull'altro similmente a una maschera posta sulla fronte, entrambi aventi fauci mostruose; tra i due volti vi è una terza bocca, ancor più mostruosa, dalla quale può sputare lava. Sulla terza mano sinistra di Ossidiana inoltre appaiono i vestiti di Steven, in riferimento a dove Steven lava e stende il bucato al tempio delle Crystal Gems. È la Fusione più forte comparsa, possedendo le caratteristiche di tutte le altre Fusioni e riuscendo da sola a tenere testa al robot gigante dei Diamanti. La sua arma, derivata dalle armi delle quattro Crystal Gems, è un'elsa d'ossidiana a cui poi Ossidiana aggiunge una lama incandescente forgiandola dalla lava che lei stessa genera. La sua voce è composta delle quattro sovrapposte di Callison, Estelle, della Hall e della Dietz.

#### Mega Perla
La Fusione generata da Perla e Perla Rosa in Steven Universe Future. Nonostante sia la fusione di due Perle, poiché le Perle sono uniche nel loro aspetto e nella psicologia, questa Fusione non è semplicemente una Perla più grande come visto per le altre Fusioni composte di più Gemme uguali: Mega Perla difatti è rosata e ha un aspetto regale, indossando inoltre una coroncina e un mantello; come Perla Rosa, anche lei ha una crepatura che le scorre sull'occhio sinistro. È una Fusione calma e precisa, molto pragmatica nell'agire e con una mente tattica, che tuttavia ha piena coscienza dei sentimenti e dei pensieri delle Perle che la compongono, elaborandoli grazie al legame unico che crea la fusione: nell'episodio in cui appare infatti asserisce che nonostante entrambe sentano la mancanza di Rosa, e che seppur non avessero mai compreso appieno i suoi motivi, adesso hanno l'un l'altra e possono aiutarsi a vicenda. Combatte usando il nastro-spada di Perla Rosa. È doppiata nell'originale da Deedee Magno Hall e in italiano da Francesca Manicone.

#### Azzurrite Uccelloblu
Azzurrite Uccelloblu, chiamata anche solo Uccelloblu, è la fusione di Occhietto e Acquamarina (cosa saltata subito all'occhio a tutte le Crystal Gems) apparsa in Steven Universe Future. All'apparenza ha un carattere da gentiluomo inglese, essendo cordiale e pacata ma frizzante quando serve e con una nota da burlone, ma in realtà le emozioni preponderanti in lei sono il comune odio verso Steven covato da Acquamarina e Occhietto; inoltre dimostra l'acume di Acquamarina e l'abilità innata al combattimento di un Rubino come Occhietto. Arriva sulla Terra con l'intento di ingraziarsi Steven e le Crystal Gems per poi, a tradimento cercare di costringere il ragazzo a demolire ciò che ha costruito in questi due anni minacciando Greg, ma verrà poi sconfitta con un singolo colpo da Alexandrite quando Garnet, Perla e Ametista vedono Steven messo alle strette dalla Fusione. Combatte evocando una sciabola di ghiaccio, con la quale può lanciare dardi gelidi che possono trasformarsi in ulteriori sciabole. Nonostante sia una Fusione nata da sentimenti negativi, è piuttosto stabile, presentanto una fisionomia normale con l'unica stranezza di avere due paia di gambe; inoltre è una Fusione molto piccola (la più piccola finora) avendo all'incirca la stazza di un Rubino. È doppiata nell'originale da Larissa Gallagher e in italiano da Sara Labidi

#### Esperimenti di fusione
Gli esperimenti di fusione sono il risultato della sperimentazione condotta dal Pianeta Natale sulla Terra sulla fusione artificiale. Esse sono degli agglomerati più o meno grandi di frammenti di Gemme ribelli frantumate durante la guerra. Tali frammenti sono stati uniti forzatamente gli uni agli altri dalle Gemme del Pianeta Natale come punizione per essersi ribellate: la forma fisica di queste entità è un insieme di arti e parti anatomiche casuali malamente unite. A causa dell'unione forzata, le singole Gemme sono impazzite, sviluppando nelle Fusioni una coscienza frammentaria e distorta, e divenendo molto aggressive, sempre alla disperata ricerca di pezzi da unire alle loro pietre, ritenendo così di potere tornare intere. I singoli frammenti, in ogni caso, mantengono comunque una propria coscienza e volontà, come visto con il Grappolo.
- Il Grappolo è la più grande Fusione di frammenti prodotta. È costituita da milioni di frammenti fusi assieme ed è stata impiantata dal Giardino d'infanzia Beta, affinché sprofondasse sempre più nelle profondità della Terra: la missione primaria di Peridot era quella di sorvegliarlo e monitorarne lo sviluppo fino alla fine dell'incubazione; tuttavia, trovatasi bloccata sulla Terra, decide di avvertire Steven e le Crystal Gems del pericolo che esso costituisce. Attualmente si trova nel mantello terrestre, e stava lentamente discendendo verso il nucleo. Era stato calcolato che la sua forma fisica fosse talmente grande che, qualora l'incubazione fosse terminata e l'avesse sviluppata, sarebbe stata più grande della Terra stessa, causando la distruzione del pianeta dall'interno non appena l'avesse generata: inizialmente infatti le Crystal Gems decidono quindi di costruire una trivella per raggiungerlo e distruggerlo; tuttavia quando Steven lo raggiunge, entra in contatto con la Fusione attraverso un legame empatico, riuscendo a convincere i frammenti che non sarebbero più riuscite a tornare interi, ma che potevano ottenere l'unità che stavano cercando restando tutte assieme. Grazie all'aiuto dei frammenti stessi quindi, Steven riesce a racchiudere il Grappolo in un'unica, gigantesca bolla. Durante l'invasione dei Diamanti, viene liberato dalla bolla da Diamante Giallo e assume la forma fisica di un enorme braccio, ingaggiando a sorpresa battaglia proprio contro la nave di Diamante Giallo; dopo essere uscito vincitore dallo scontro, si ritira consciamente nella sua bolla[13], a dimostrazione che il Grappolo è oramai stabile sul piano psicoemotivo. Inoltre poiché la forma fisica del Grappolo nel suddetto scontro è grande quanto un'astronave, mentre quella stimata dovrebbe essere più grande di un pianeta, dimostra che il Grappolo abbia anche un notevole grado di controllo sulla propria forma fisica. In Steve Universe, conclusasi ormai la guerra e tutte le gemme sono in pace, Diamante Giallo parla a Steven che intende fare progetti per disassemblare il Grappolo, recuperare i frammenti e ripristinare tutte le gemme, usate per comporlo.

### Gemme corrotte
Le Gemme corrotte sono Gemme che hanno combattuto durante la Ribellione, perlopiù Ribelli ma anche del Pianeta Natale, e che non fuggirono in tempo dalla Terra, trasformandosi in mostri a causa dei Diamanti: questo potere, chiamato "Luce corruttrice", è utilizzato in combinazione da Diamante Bianco, Giallo e Blu, ed è costituito da un trittico di lampi che vanno a unirsi in un baleno bianco notevolmente più intenso; è descritta da una parzialmente guarita Scaramillo anche come una nenia. In realtà l'attacco era progettato per sterminare le Gemme presenti sul pianeta, e la corruzione è stata un effetto collaterale inaspettato. Le Gemme così corrotte assumono tratti mostruosi, perdendo la ragione e diventando particolarmente aggressive e violente, tanto da dimenticare chi fossero prima di trasformarsi. La corruzione è descritta da Garnet come una sorta di ferita psicologica, che nemmeno i poteri di Rosa o Steven possono guarire completamente. La corruzione può trasferirsi se una Gemma sana si fonde con una corrotta, come successo a Jasper. La Luce non sembra avere effetto alcuno sulle Gemme che, per qualunque motivo, non avessero attiva la forma fisica al momento dell'esposizione. Pare che le Gemme corrotte assumano una forma differente a seconda della pietra, e che Gemme simili subiscano una trasformazione affine. La corruzione può essere guarita solo con i poteri combinati dei quattro Diamanti. Obiettivo primario delle Crystal Gems era quello di trovare tutte le Gemme corrotte e metterle in una bolla, così da impedir loro di fare del male agli altri e a loro stesse. Tutte le Gemme corrotte vengono guarite al termine della quinta stagione grazie ai poteri combinati dei Diamanti. Come cicatrici, queste Gemme hanno ora incorporati nella loro forma fisica dei tratti della loro forma corrotta quali corna, pelo o spine. Tutti i versi delle Gemme corrotte sono fatti da Dee Bradley Baker.
- Nefrite, per esteso Nefrite Sfaccettatura-0 Cavoschon-4 (Nefrite Sfaccettatura-413 Cabochon-12 in originale)[35] è la prima Gemma corrotta a essere comparsa nella serie[53], nota in tale forma come "Scaramillo" e "Centopiedi madre". Nella sua forma corrotta ha l'aspetto di un centopiedi dotato di zanne e bava corrosiva, con la pietra situata all'attaccatura delle mascelle e che le funge da occhio, con il potere di generare delle sue copie più piccole e prive della pietra. Viene sconfitta e intrappolata in una bolla da Steven. Viene rilasciata per due volte da Steven, che riesce a diventare suo amico. Durante la seconda liberazione il ragazzo riesce a guarirla parzialmente e a farle assumere una forma più umanoide. Grazie a lei si scopre la natura delle Gemme corrotte: Scaramillo, in particolare, era capitano di una nave cargo del Pianeta Natale, rimasta coinvolta nella corruzione assieme al suo equipaggio. Nel ricordare il processo di corruzione, la parziale guarigione si annulla e torna ad assumere la forma pienamente corrotta. Con l'aiuto di Steven riesce a riunirsi al suo equipaggio, trasformatosi anch'esse in centopiedi. Dopo che Diamante Blu e Diamante Giallo vengono aggiornate su quanto in realtà successo dopo il loro attacco, provano assieme a Steven a sanarla, vi riescono ma solo in maniera temporanea[35]. Era al servizio di Diamante Rosa e, stando a quanto da lei detto, era sottoposta di una Essonite[35]. Viene definitivamente curata in seguito grazie ai Diamanti[14]. Nella sua forma normale, è doppiata nell'originale da Aparna Nancherla.
- Diaspro Biggs[22], chiamata anche solo Biggs, era una delle Crystal Gems. Citata per la prima volta da Bismuth[17], Biggs si è trasformata a seguito dell'attacco dei Diamanti in uno dei "Mostri della neve" finiti poi nelle mani di Jasper per comporre la sua armata di mostri[54]. Nella sua forma corrotta, è una massiccia creatura quadrupede di varie tonalità di marrone e dall'aspetto lupino, e il suo volto presentava solo una grande bocca seghettata. Viene fatta scoppiare e rinchiusa in una bolla durante uno scontro tra Jasper, Stevonnie e Ametista[55]; in seguito viene ingenuamente liberata da Bismuth, quindi sconfitta da quest'ultima e nuovamente confinata in una bolla. Bismuth la descrive come una Gemma benvoluta da tutte le Crystal Gems[22]. Viene infine curata dalla corruzione grazie all'aiuto dei Diamanti, e subito calorosamente salutata da Bismuth[14].

## Umani

### Greg Universe
Gregory "Greg" Universe, nato Gregory DeMayo, è il padre di Steven. È un uomo di mezza età calvo, con la barba e i capelli che ancora ha marroni. Ha un atteggiamento rilassato e pacifico, sotto certi aspetti piuttosto remissivo. Lavora in un autolavaggio a Beach City, del quale è anche proprietario, e abita nel suo vecchio furgone. Ama molto la musica e sa suonare diversi strumenti, tramandando tali passioni anche a Steven. È molto affezionato al figlio, rappresentando spesso per lui un'ancora di salvezza quando questi è afflitto o eccessivamente sopraffatto dalle responsabilità e dai doveri da Crystal Gem. Nonostante il passare degli anni, il suo amore per Quarzo Rosa non è mai venuto meno, diventando piuttosto malinconico quando parla di lei. Ha completa fiducia nelle Crystal Gems in qualità di tutrici del figlio, conscio del fatto che non può seguire o tutelare suo figlio in qualunque situazione egli si potrà trovare. Da giovane ha abbandonato il college, intraprendendo una breve carriera musicale sotto il nome d'arte di Mr. Universe: conobbe Rosa proprio durante il suo unico concerto a Beach City, e da allora iniziò a frequentare sempre di più lei e le Crystal Gems nonostante l'opposizione di Perla. Sebbene non fosse a conoscenza della vera identità di Rosa, non sembra esserne turbato quando lo viene a scoprire. Aveva un comportamento immaturo e irresponsabile, cosa fattagli notare a più riprese da Vidalia, comportamento che cambia dopo avere fatto da babysitter all'infante Panna Acida. Nel corso della terza stagione diventa multimilionario grazie ai diritti d'autore di una sua canzone venduta (a sua insaputa) a una catena di fast food. In Steven Universe Future viene rivelato il suo passato: ha avuto fin da piccolo numerosi conflitti con i suoi genitori, i quali lo costringevano a fare cose e frequentare corsi dei quali a Greg non interessava, e vietandogli qualsiasi forma di svago legato alla musica; ha iniziato in seguito a covare il sogno di entrare nel mondo del rock dopo avere ascoltato un disco (che è anche il motivo per cui ha cambiato il proprio cognome in "Universe") che lo ha ispirato a prendere in mano i propri sogni e seguirli. È doppiato nell'originale da Tom Scharpling e in italiano da Franco Mannella.

### Lars
Laramie "Lars" Barriga è un adolescente abitante a Beach City. È un ragazzo magro, con un unico ciuffo di capelli fulvi e i lobi delle orecchie dilatati; ha una cicatrice che gli attraversa verticalmente l'occhio destro, che si è procurato dopo essere stato coinvolto nell'esplosione di un robonoide frantumatore ed essersi schiantato su una colonna di roccia, morendo nel processo. Dopo essere morto e tornato in vita grazie ai poteri di Steven, i suoi capelli diventano rosa chiaro e la pelle rosata: grazie a ciò, dai suoi capelli è diventato possibile inoltre accedere alla stessa dimensione della criniera di Leone, e non ha bisogno di nutrirsi grazie alla magia che lo permea. Lavorava assieme a Sadie al negozio di ciambelle locale, il Ciambellone. È pigro, svogliato, piuttosto egocentrico e menefreghista, ma in fondo di buon cuore e affezionato agli amici. Sebbene sia molto insicuro e pauroso, dopo le avventure sul Pianeta Natale acquisisce una grande stima e fiducia verso se stesso, portandolo a un riuscito tentativo di fuga assieme alle Scolorite, le quali lo considerano come loro capitano. Nonostante inizialmente non sopporti Steven, con il passare degli episodi tra i due si forma un legame d'amicizia, che diventa ancor più forte quando i due vengono portati sul Pianeta Natale. È innamorato dell'amica e collega Sadie, arrivando a baciarla quando, una volta, rimasero bloccati sull'Isola Maschera. Dà mostra di essere un buon capitano e stratega durante la fuga dal Pianeta Natale, riuscendo a sfuggire illeso da Smeraldo, maturando un lato più sicuro di sé e determinato. Riesce infine a ritornare sulla Terra, ritrovandosi con Sadie. In Steven Universe Future ha aperto una pasticceria chiamata "Spacetries" (un gioco di parole tra "space", spazio, e "pastries", pasticcini), che tuttavia in seguito lascerà ad Agata Pizzo Blu dopo che gli Scoloriti si sono diplomati alla scuola del Piccolo Pianeta Natale: il gruppo infatti ha deciso di ritornare nello spazio alla ricerca di nuove avventure e sfide. È doppiato nell'originale da Matthew Moy e in italiano da Emanuele Ruzza.

### Sadie
Sadie Miller è la ex collega di Lars al Ciambellone. È una ragazza bionda paffuta, grande sostenitrice delle avventure di Steven. Al contrario del collega è una ragazza socievole e una gran lavoratrice. È stata la prima umana a eliminare una Gemma corrotta, e l'unica all'infuori di Connie. È parecchio affezionata a Lars, dando spesso prova di esserne anche innamorata: quando lui e Steven si scambiano accidentalmente i corpi, è l'unica a notare che il comportamento di Lars è anomalo; in particolare modo quando questi le dice di amarla ne rimane parecchio offesa, affermando che lo dice solo per ferirla: sentite le spiegazioni e successivamente le scuse di Steven/Lars, capisce la reale situazione. Dopo la sparizione di Lars, intrappolato sul Pianeta Natale, Sadie decide di licenziarsi dal lavoro di commessa al Ciambellone, capendo che il suo lavoro non fa altro che aumentare le sue preoccupazioni, formando quindi la band Sadie Killer e i Sospetti con Buck, Panna Acida e Jenny. Nei due anni passati dopo la serie principale, lei e la band hanno iniziato a fare successo e sono in tour in giro per il paese, e in seguito in Steven Universe Future, viene rivelato che la band si è sciolta: Sadie ha deciso di intraprendere una carriera da cantante assieme al suo fidanzato Shep, una persona non-binario, con il quale compone ora musica leggera. Si scopre anche che lei e Lars hanno provato a mettersi insieme ma che, con dispiacere di entrambi, hanno scoperto semplicemente di non essere fatti l'uno per l'altra, decidendo comunque di rimanere buoni amici. È doppiata nell'originale da Kate Micucci e in italiano da Lidia Perrone.

### Ronaldo
Ronaldo Fryman è un adolescente di Beach City, fanatico di tutto ciò che è legato a complotti, al paranormale e al sovrannaturale. È un ragazzo robusto con i capelli biondi acconciati in dreadlocks, vagamente somiglianti a delle patatine fritte. Gestisce un blog (Beach City, la città che stranisce, nell'originale KBCW: Keep Beach City Weird) nel quale racconta tutti i fatti misteriosi che avvengono a Beach City provando a dare loro delle spiegazioni. È una delle poche persone ad avere riconosciuto la natura aliena (o quantomeno non umana) delle Crystal Gems, additandole inizialmente come pericoli per la città: dopo una spiegazione di Steven si ricrede entrando per breve tempo a fare parte del gruppo con il nome di "Eliotropio". A causa del suo comportamento sgarbato e della sua gelosia verso Connie, ritenuta estranea al gruppo e quindi non avente diritto di allenarsi assieme a loro, viene affrontato da Steven, stramazzando di colpo al suolo a causa delle ore di sonno perse; a seguito di ciò si scusa con Steven e le Gemme, uscendo dal gruppo. Mantiene comunque dei contatti con Steven, discutendo di cartoni animati o videogiochi, e impegnandosi per aiutare Steven a fare integrare le Gemme con gli abitanti di Beach City. È doppiato nell'originale da Zach Steel e in italiano da Stefano Brusa.

### Famiglia di Cipollo
- Cipollo è il figlio di Vidalia e Codagialla, amico di Steven. È un ragazzino biondo con la pelle pallida, un fisico paffuto e una testa dalla curiosa forma a cipolla. Ha comportamenti bizzarri al limite del vandalismo dovuti, secondo Steven, alla mancanza del padre, spesso assente per viaggi in mare. Non parla quasi mai e quando lo fa si esprime in una lingua bizzarra e incomprensibile, che solo lui, i suoi genitori e in apparenza Topazio riescono a capire. Diventa amico di Steven dopo che quest'ultimo scopre che Ametista e Vidalia erano grandi amiche: essendo "obbligato" a passare una serata con lui, tenta di relazionarsi in maniera piuttosto bizzarra, chiedendogli di dare da mangiare al suo serpente domestico e facendogli vedere un video del suo parto. Al termine della serata, tuttavia, gli regala un giocattolo raro in segno di amicizia. In Steven Universe Future viene mostrato che Cipollo ha un debole per Arcobaleno Quarzo 2.0, con il quale adora passare le giornate assieme. È doppiato da Zach Callison [senza fonte].
- Vidalia è la madre di Cipollo e Panna Acida, vecchia amica di Greg e Ametista. È una donna di mezza età dai capelli biondi, dalla forma vagamente simile a una cipolla; il suo nome fa riferimento alla cipolla vidalia. In passato era una ragazza dall'atteggiamento ribelle e ha avuto una relazione con Marty, vecchio agente di Greg, dalla quale ha avuto Panna Acida. Marty in seguito la abbandonò, sparendo dalla circolazione: a seguito di ciò cambiò atteggiamenti, diventando più responsabile e matura per soddisfare i fabbisogni di una famiglia. Ha la passione della pittura e in passato era solita raffigurare Ametista in svariate pose; ha trasformato la sua autorimessa in uno studio di pittura improvvisato, dove tiene anche i suoi vecchi quadri. È doppiata nell'originale da Jackie Buscarino, in italiano da Cristina Poccardi, Monica Bertolotti (da giovane, episodio "L'incontro tra mamma e papà") e Tatiana Dessi (da giovane, episodio "Greg il babysitter").[senza fonte]
- Panna Acida è il figlio di Vidalia e Marty, nonché figlio adottivo di Codagialla e fratellastro di Cipollo. Ha una personalità del tutto onesta e affronta le cose in maniera logica e calma, quasi apaticamente. Lo si vede normalmente insieme a Jenny Pizza e Buck Dewey. Il suo sogno è quello di diventare un famoso DJ e suona con attrezzatura fatta in casa derivata da vecchie console portatili e tastiere. Da piccolo era un combinaguai proprio come il fratellastro, pur mantenendo la sua caratteristica calma in tutto ciò che faceva. In Steven Universe Future si scopre che, dopo lo scioglimento dei Sadie Killer and the Suspects, ha iniziato la carriera da DJ con ingaggi sia piccoli che grandi. È doppiato nell'originale da Brian Posehn e in italiano da Massimo Triggiani.[senza fonte]

### Famiglia Pizza
- Kiki e Jenny Pizza sono due sorelle gemelle afroamericane che lavorano al ristorante di famiglia, il Pizza Guizza. Jenny è una ragazza liceale che ama divertirsi, snobbando spesso il lavoro, passando il tempo con i suoi amici Buck Dewey e Panna Acida, e talvolta anche Steven. Kiki è invece una gran lavoratrice, e spesso si fa carico della mole di lavoro della sorella ma a volte esagera e ciò ha ripercussioni su di lei[59]. In Steven Universe Future si scopre che, dopo lo scioglimento dei Sadie Killer and the Suspects, Jenny ha iniziato una sua attività di accessori per telefonini. Sono entrambe doppiate nell'originale da Reagan Gomez-Preston, mentre in italiano Kiki e Jenny sono entrambe doppiate da Perla Liberatori nella stagione 1, mentre Kiki è doppiata da Claudia Scarpa nelle stagioni 2-5[1].
- Nanefua Pizza è la nonna di Kiki e Jenny. È una donna molto allegra e in grado di mantenere armonia nella sua famiglia, che agisce in maniera spensierata. Lavora con il resto della sua famiglia al Pizza Guizza. Dopo l'incidente con Acquamarina, Nanefua si candida a sindaco e, nel dibattito per le elezioni, dopo che Dewey ammette le sue colpe ma evidenziando come sia facile additare il sindaco per ogni problema, Nanefua fa sue le parole di Dewey spronando i cittadini a prendersi le proprie colpe e diventando il nuovo sindaco dopo che Dewey ritira la candidatura. Il personaggio è parzialmente basato su Theodosia Okoh, nonna di Ian Jones-Quartey[60]. È doppiata nell'originale da Toks Olagundoye e in italiano da Cristina Piras[senza fonte]

### Famiglia Dewey
- Bill Dewey è il sindaco di Beach City, discendente del fondatore della città William Dewey. Ama farsi vedere durante manifestazioni e cerimonie, ed era solito mentire alla popolazione riguardo agli strani avvenimenti presenti in città ma al solo fine di evitare il panico di massa. Non conosce appieno il rapporto che lega Steven alle Crystal Gems, ritenendole erroneamente sue sorelle. Ha mostrato più volte di avere una cotta non ricambiata per Perla. Dopo gli avvenimenti legati all'arrivo di Acquamarina e Topazio si ritira dalla carica di sindaco per lasciare il posto a Nanefua, non prima però di avere evidenziato quanto sia facile dare la colpa a chi è al comando senza provare a fare qualcosa di concreto. Dopo un periodo di smarrimento dovuto alla rinuncia del ruolo di sindaco, Bill riesce a riprendersi diventando il nuovo commesso del Ciambellone. È doppiato nell'originale da Joel Hodgson e in italiano da Gabriele Trentalance[senza fonte].
- Buck Dewey è il figlio di Bill. È un adolescente dalla personalità molto rilassata che ascolta e apprezza idee e iniziative altrui. È il figlio del sindaco Dewey e se da una parte adorava l'importanza che deriva dal titolo di "figlio del sindaco", dall'altra non sopporta le responsabilità che ne derivavano. Gli piace uscire con Jenny e Panna Acida e talvolta Steven. In Steven Universe Future si scopre che, dopo lo scioglimento dei Sadie Killer and the Suspects, ha deciso di laurearsi in medicina. È doppiato nell'originale da Lamar Abrams e in italiano da Gianluca Crisafi[senza fonte].
- William Dewey è il fondatore di Beach City, lontano antenato di Bill Dewey. Circa duecento anni prima della narrazione incontrò le Crystal Gems, che lo aiutarono a fondare la città. Nonostante il suo discendente tenti di dipingerlo in una rappresentazione teatrale come un uomo ammirevole, intrepido e integerrimo, la sua vera personalità (poi rappresentata nello spettacolo grazie all'esperienza diretta di Perla) era insicura e timorosa, additato come un "totale buono a nulla" ma testardo e ottimista[61].

### Altri
- Doug e Priyanka Maheswaran sono i genitori di Connie: Doug è una guardia giurata mentre Priyanka è una dottoressa. Entrambi sono molto protettivi e severi verso Connie, imponendole orari schematici e precisi durante i quali è dato poco spazio allo svago personale e vietandole di fare cose comuni per i ragazzi della sua età, sia anche solo mangiare dolci o acquistare snack. Dopo che Priyanka vede Connie combattere e sconfiggere due esperimenti di fusione[26] decide di parlare con lei, capendo che non può imporre dei limiti alla vita di sua figlia. Doug è un uomo molto calmo e socievole; a causa del suo lavoro la sua famiglia si è dovuta trasferire spesso. Tenta di fare sembrare il suo lavoro emozionante agli occhi della figlia, per non sfigurare di fronte alle avventure di Connie o al lavoro della moglie[62]. Connie adora passare del tempo con lui divertendosi assieme, per distogliersi dai problemi che deve affrontare. Doug è doppiato nell'originale da Crispin Freeman e in italiano da Stefano Billi, mentre Priyanka da Mary Elizabeth McGleen nell'originale e da Marta Altinier in italiano.[senza fonte]
- Jamie è un ragazzo che lavora come postino a Beach City, sebbene sia un aspirante attore. Ha una cotta non ricambiata per Garnet, nonostante questa gli spieghi che non ci potrà essere niente tra di loro. Dopo avere messo in scena un'opera dove si racconta la storia della fondazione della città da parte di William Dewey, viene nominato capo della comunità teatrale di Beach City dall'ex sindaco Dewey. È doppiato nell'originale da Eugene Cordero e in italiano da Emiliano Coltorti.[senza fonte]
- Buddy Buddwick era il primo ufficiale di William Dewey. Era appassionato di avventure, nonché un grande narratore e scrittore. Teneva un diario dove, dopo la fondazione di Beach City, ha iniziato a tenere conto di tutte le sue avventure ed esperienze in giro per il mondo. Dopo avere lasciato Dewey visitò il campo di battaglia delle Gemme, situato nella penisola scandinava, dove incontrò Garnet e Perla: nonostante i loro avvisi rintracciò e visitò altri luoghi d'interesse delle Gemme, come il Giardino d'infanzia Primario o il Palanchino di Diamante Rosa, descrivendoli e rappresentandoli nel suo diario. Dopo essersi perso nel deserto africano viene salvato da Rosa, che lo sprona a diventare uno scrittore. Anni dopo, gli viene intitolata la biblioteca pubblica della città. Essendo stato interpretato da Jamie, nelle fantasie di Steven e Connie viene mostrato con l'aspetto del ragazzo. Non si sa se sia un errore o meno, ma Buddy, nel suo diario, cita sé e il capitano Dewey come "Buddy Budwick" (con una "D") e "William Deuy" (non "Dewey").
- Marty è l'ex manager di Greg, nonché ex compagno di Vidalia e padre naturale di Panna Acida. Greg lo licenziò per stare assieme a Rosa, mettendo quindi fine alla sua carriera da musicista. È insensibile, egocentrico e misogino: dopo essere stato licenziato abbandonò Vidalia facendo successo come manager di artisti. Ricompare anni dopo, visibilmente invecchiato ma ancora intenzionato a sfruttare Greg nonostante i modi in apparenza cortesi: affermerà poi di essere tornato solo perché legalmente tenuto a dare a Greg un assegno da dieci milioni di dollari per avere venduto la traccia musicale di una sua canzone a una catena di fast food. È doppiato nell'originale da John Wurstel e in italiano da Alessio Nissolino.[senza fonte]
- Kevin è un adolescente "amico via internet" di Panna Acida. Ha un atteggiamento piuttosto arrogante e superbo. Tenta insistentemente e sgarbatamente di fare colpo su Stevonnie prima di scoprire che essa è in realtà una Fusione. Viene sfidato tempo dopo da quest'ultima a una gara automobilistica dalla quale esce vincitore, rimanendo scornato e spiazzato all'atteggiamento positivo e noncurante che aveva Stevonnie nonostante la sconfitta. Tempo dopo invita Steven e Connie a una festa, chiedendogli di formare nuovamente Stevonnie: saputo dei problemi che vi sono tra i due, tenta di sistemare la situazione finendo per peggiorarla, spingendo così Steven a parlare con Connie facendo finalmente pace. Pare fosse fidanzato con una ragazza di nome Sabina, ma tale relazione finì con una separazione dalla quale Kevin non si è ancora del tutto ripreso[63]. È doppiato nell'originale da Andrew Kishino e in italiano da Emiliano Reggente.[senza fonte]

## Creature

### Leone
Leone è un leone dal pelo rosa e dalla criniera rosa pallido. È molto docile e affettuoso verso Steven e Connie, i quali lo considerano come una sorta di animale domestico. Il colore del suo pelo è dovuto ai poteri di Quarzo Rosa: essa infatti lo ha riportato in vita con le sue lacrime rendendogli il pelo completamente rosa, analogamente a quanto avvenuto con Lars. Inoltre, la magia che ora lo permea gli ha reso superfluo nutrirsi e ha trasformato la sua criniera in un portale per un'altra dimensione: tale dimensione è costituita da una sconfinata pianura con l'erba rosa, nella quale si trova un albero (due dopo la resurrezione di Lars) ai piedi del quale si spunta attraversando la criniera. Qui vi vengono conservati alcuni tra i beni più preziosi di Rosa, come la sua sciabola e il suo vessillo di guerra; prima che venisse tirata fuori di lì vi era inoltre imprigionata Bismuth. È in grado di correre sull'acqua e generare portali con il suo ruggito, al costo di parecchie energie; sempre ruggendo può distruggere barriere e costrutti magici. Leone sembra condividere empaticamente sentimenti di Steven e Connie, come il tradimento della fiducia che Connie ha percepito nei confronti di Steven dopo il suo ritorno dal Pianeta Natale, allontanandosi dal ragazzo fino a che i due non si sono chiariti in merito. Leone sembra avere attualmente duecento anni. I suoi versi sono fatti da Dee Bradley Baker.

### Vegetali animati
Steven, e Rosa prima di lui, sono in grado di animare le verdure rendendole degli esseri senzienti. Rosa sfruttava questo suo potere per creare un esercito di soldati-pianta ai suoi ordini: le verdure animate infatti hanno l'indole di soldati, proteggendo il loro creatore da eventuali nemici. I versi di tutti i vegetali animati sono fatti da Zach Callison.
- I Cocomeri Steven sono dei cocomeri senzienti creati involontariamente da Steven attraverso i suoi poteri. Sono di fatto dei cocomeri vagamente antropomorfi, la cui forma della testa ricorda la capigliatura di Steven, con due semi per occhi e la bocca a zig-zag, che si esprimono per versi rauchi. Sono iperprotettivi nei confronti di Steven, il quale a causa dell'inesperienza non riesce a controllarli appieno: l'unico che riesce a tenere a bada è un cocomero a cui ha dato il soprannome di "Cocomerino", che si sacrifica per salvarlo dall'assalto degli altri. A seguito di ciò vengono mandati da Steven sull'Isola Maschera, dove fondano una piccola comunità di agricoltori e dove coltivano altri Cocomeri Steven. Guidati da Steven, che ha preso possesso del corpo di uno di loro in sogno, giungono in aiuto di Alexandrite durante lo scontro con Malachite.
- Zucchetta è una zucca animata nata da un seme bagnato con la saliva di Steven. È una specie di Jack-o'-lantern dotata di quattro zampe, che abbaia e in generale si comporta come un cucciolo di cane. Viene creata da Steven per rasserenare Lapis e Peridot sulle aspettative che esse si erano fatte con l'agricoltura: dopo essersi spaventata vedendo Steven intagliare una zucca "normale", si rifugia dalle due Gemme legando subito con loro. Resta molto turbata dopo la fuga di Lapis, ritirandosi assieme a Peridot nel bagno di Steven. Nell'originale viene chiamata anche "Veggie Head" (lett. "testa di verdura").
- Steven Cactus è un cactus animato visto in Steven Universe Future. È nato involontariamente da Steven quando, dopo essersi leccato un taglio sul dito, ha provato a innestare un cactus in un altro vaso bagnandolo della sua saliva magica: l'innesto è diventato quindi senziente nel corso della notte, assumendo nei giorni seguenti le fattezze della testa di Steven. Ha un'intelligenza primitiva, essendo capace di ripetere quello che dice Steven e prendere decisioni semplici. Dopo essere nato per errore, Steven, ancora insicuro sul suo posto nel mondo, si confida con Steven Cactus, dicendogli tra altre cose che secondo lui non può nemmeno parlare con le Crystal Gems perché crede che Perla si addosserebbe la colpa andando in pezzi (metaforicamente), ritiene i consigli di Garnet arroganti, ed è stanco di vedere Ametista avere un atteggiamento maturo: Steven Cactus quindi, iniziando a ripetere queste cose, viene nascosto da Steven e, arrabbiato, cresce a dismisura, imitando il comportamento aggressivo del ragazzo e attaccando lui e le Crystal Gems, corse in suo aiuto. Quando Steven capisce i suoi errori, Steven Cactus imita il suo calmarsi e perdona Steven, per poi andarsene per la sua strada.

## Personaggi diSteven Universe: il film

### Spinel
Spinel è una Gemma ed è l'antagonista del film Steven Universe: il film. È una Gemma rosa scuro e bianca, dall'aspetto esile e cartoonesco; i suoi capelli sono fucsia acconciati in due code ribelli, sotto i suoi occhi ha dei segni scuri che sembrano mascara colato, ha gambe e braccia lunghe e piedi enormi. La sua pietra, a forma di cuore rovesciato, si trova nel centro del petto. Originariamente il suo aspetto era molto più amabile e luminoso nei colori, con i capelli acconciati in due code a forma di cuore così come la sua pietra. Il suo carattere è vendicativo nei confronti di Diamante Rosa e quindi Steven: in origine, Spinel era una Gemma solare, un po' ingenua, e dal fare buffo e giocoso, creata appositamente per fare compagnia a Diamante Rosa e divertirla, convinta di essere la "migliore amica" della matriarca. Con il tempo il desiderio di Diamante Rosa di dimostrare di essere matura e adatta a ricevere responsabilità l'ha allontanata sempre più da Spinel finché non ricevette la sua colonia sulla Terra: Spinel voleva seguire Diamante Rosa ma la matriarca non la voleva e, per sbarazzarsene, la invitò a giocare a stare ferma fin quando non sarebbe tornata. Tuttavia Diamante Rosa non tornò e Spinel stette seimila anni immobile, fin quando non venne trasmesso il messaggio di Steven, evento che riempì Spinel di senso di tradimento e odio verso Diamante Rosa e quindi Steven: Spinel quindi cambiò aspetto in preda ai suoi sentimenti e decise di attaccare la Terra e sbaragliare il ragazzo e i suoi "nuovi" amici. La sua arma è l'elasticità del suo corpo, che usa per muoversi imprevedibilmente e caricare i suoi colpi, tuttavia l'origine di questa sua abilità era per intrattenere con movenze buffe. È un omaggio ai cartoni vecchio stile e nella sua forma originale, le due code a forma di cuore si comportano come le orecchie di Topolino. È doppiata nell'originale da Sarah Stiles e in italiano da Margherita De Risi.

### Steg
Steg è la fusione tra Steven e suo padre Greg, apparsa nel film Steven Universe: il film. Ha l'aspetto di un giovane uomo muscoloso e affascinante con lunghissimi capelli ricci mori acconciati in uno bōsōzoku; indossa le infradito e la maglietta di Steven, strappata in alcuni punti per via dei suoi muscoli, e i pantaloncini in jeans di Greg. Ha la capacità di levitare e i suoi poteri sono legati alla musica: Steg suona in maniera dirompente, generando talvolta persino un lieve spostamento d'aria, e può fare levitare e fare provare a chi lo ascolta determinate sensazioni positive instillando in essi un cambiamento. La sua "arma" è una chitarra elettrica a doppio manico. Appare durante il concerto per risvegliare le memorie di Perla e farla tornare in sé, comportandosi da frontman e intrattenendo la folla con facilità grazie alla sua confidenza e alla sua verve titillante. È doppiato nell'originale da Ted Leo e in italiano da Giorgio Paoni.